# 國立臺灣大學
國立臺灣大學（英語：National Taiwan University），簡稱臺灣大學、臺大、NTU，是臺灣第一所高等教育機構，也是臺灣學生人數最多的大專院校。
1928年創立為大日本帝国九所帝國大學之一的「臺北帝國大學」於臺灣臺北市，1945年中華民國接收臺灣後經改制與易名始用現名。
現設有11個學院、3個專業學院，下分56個學系、111個研究所與18個學位學程，另設有超過50餘個各學術領域之國家級或校級研究中心以及進修推廣部，臺大醫院等附屬機構，是全臺唯一學生人數超過三萬的高等教育學校。
其擁有臺北市境內的3大校區、以及多處散布於全臺的校區與校地，總面積超過340平方千米（3萬4千公頃），佔臺灣土地總面積的百分之一。
臺大為中華民國政府的高等教育深耕計畫中參與全球鏈結全校型計畫的4所學校之一，現時亦屬於「QS世界百強大學」，在2024年的QS世界大學排名位居第69名，在2021年的CWUR位居第90名，在2022泰晤士高等教育世界大學排名則位居第113名，在美國新聞與世界報導的全球最佳大學排名第184名，在萊頓大學的世界大學論文引用排名（CWTS）中，台大排名在全台灣第1名（2021年）。
臺大以自由主義學風著稱，並在臺灣各高等院校中具有重要學術地位。校友涵蓋5名中華民國總統、6名中華民國副總統、1名諾貝爾獎得主、1名圖靈獎得主、2名沃爾夫獎得主、20名美國國家科學院院士（內含5名外籍院士）與143名的中央研究院院士；教職員則有多位各國科學或工程學院的院士。除了學術桂冠得主外，臺大師生、校友亦包括五院院長、部會首長、立法委員、縣市首長、縣市議員等數百位的政界人士，對於臺灣社會具高度影響力。在另一方面，校內超過一半的學生來自臺北市及新北市；逾90%的學生來自家庭年收入位居臺灣前30％的家庭。
在2015年，臺大與國立臺灣科技大學、國立臺灣師範大學三校結盟合組國立臺灣大學聯盟，於2016年3月31日正式核定成為國立臺灣大學系統，臺大系統三校維持校行事曆同步並開放跨校輔系及跨校雙主修。

## 學校象徵

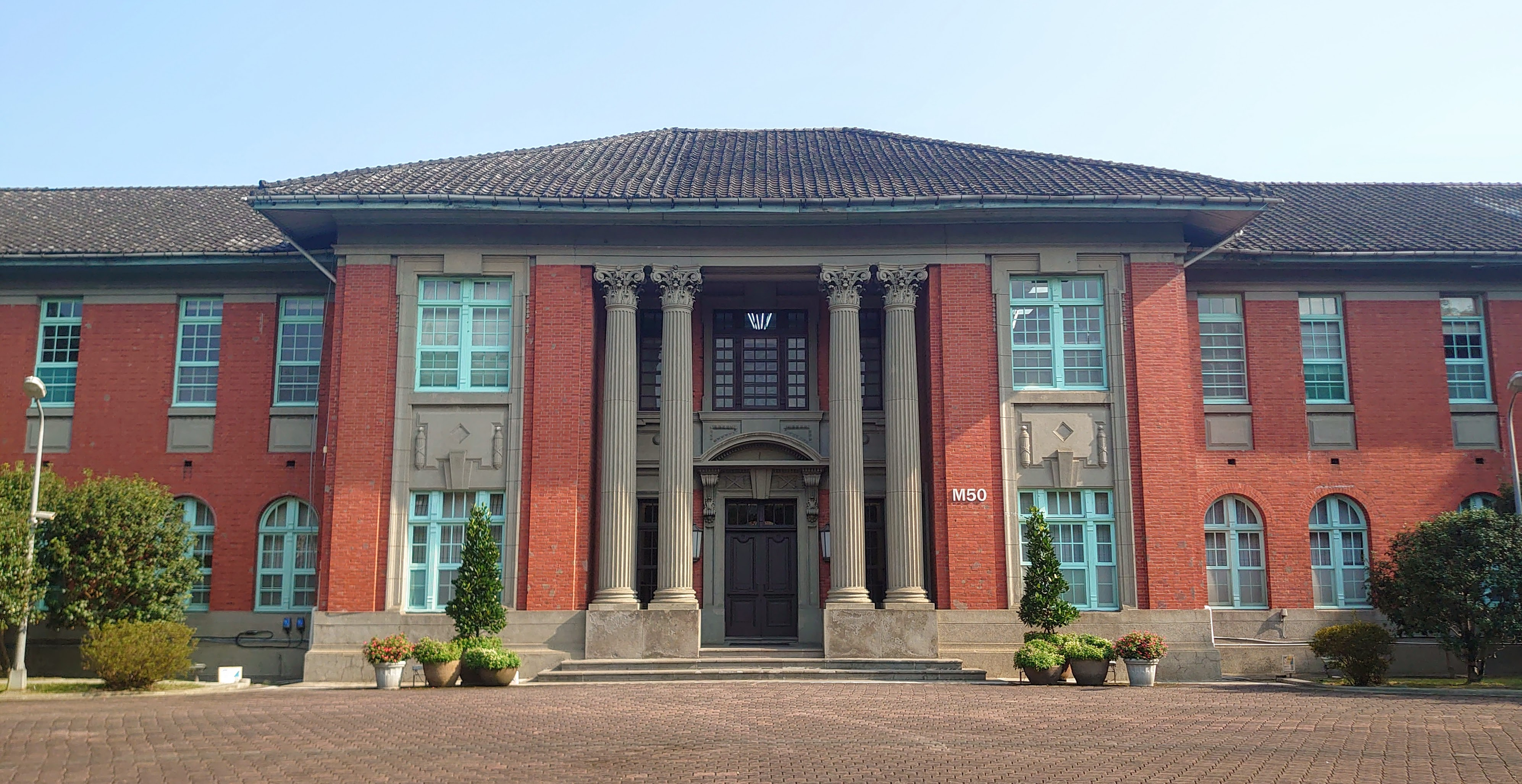
國立臺灣大學行政大樓（市定古蹟）

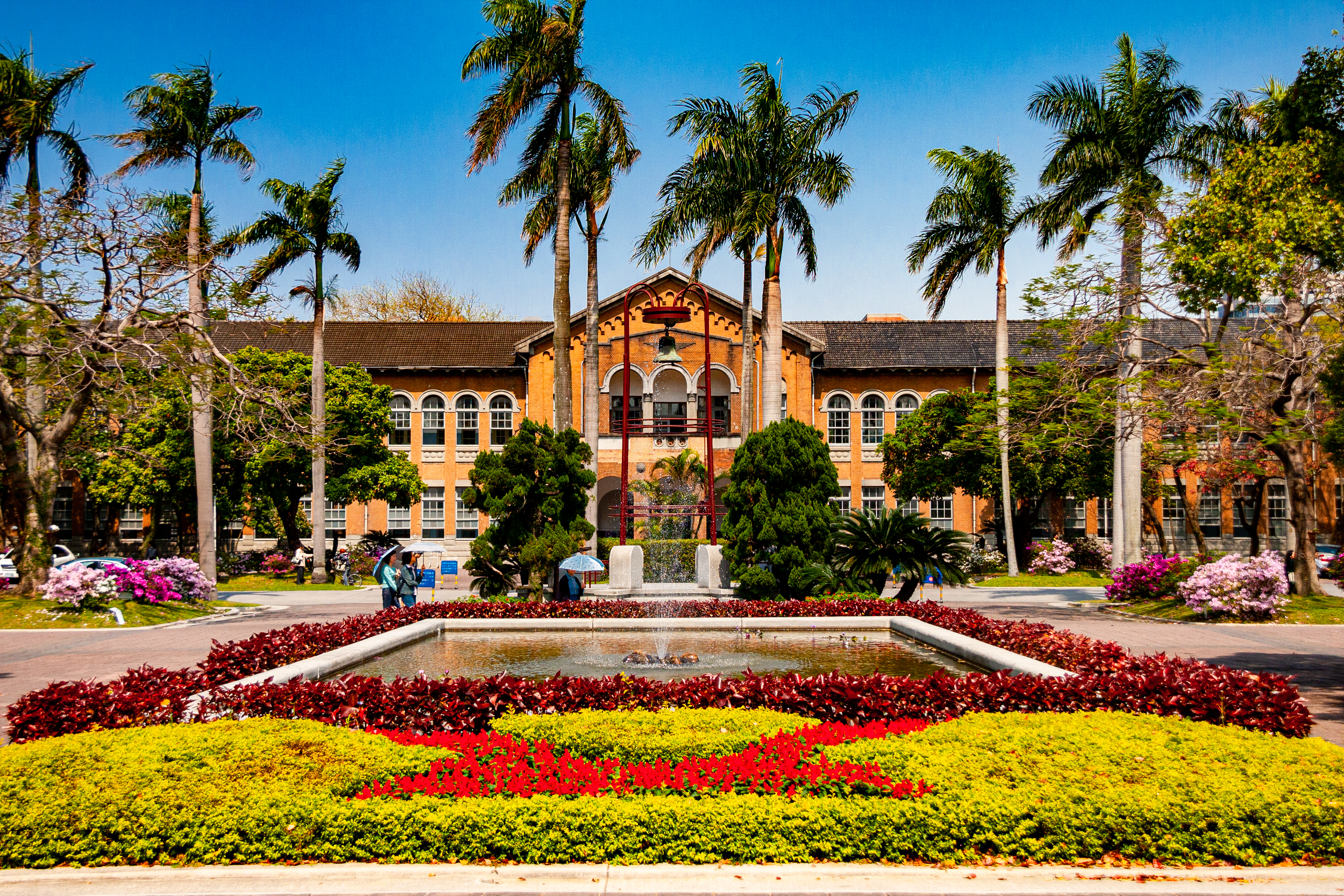
行政大樓前的噴水池與傅鐘，後方建築為文學院

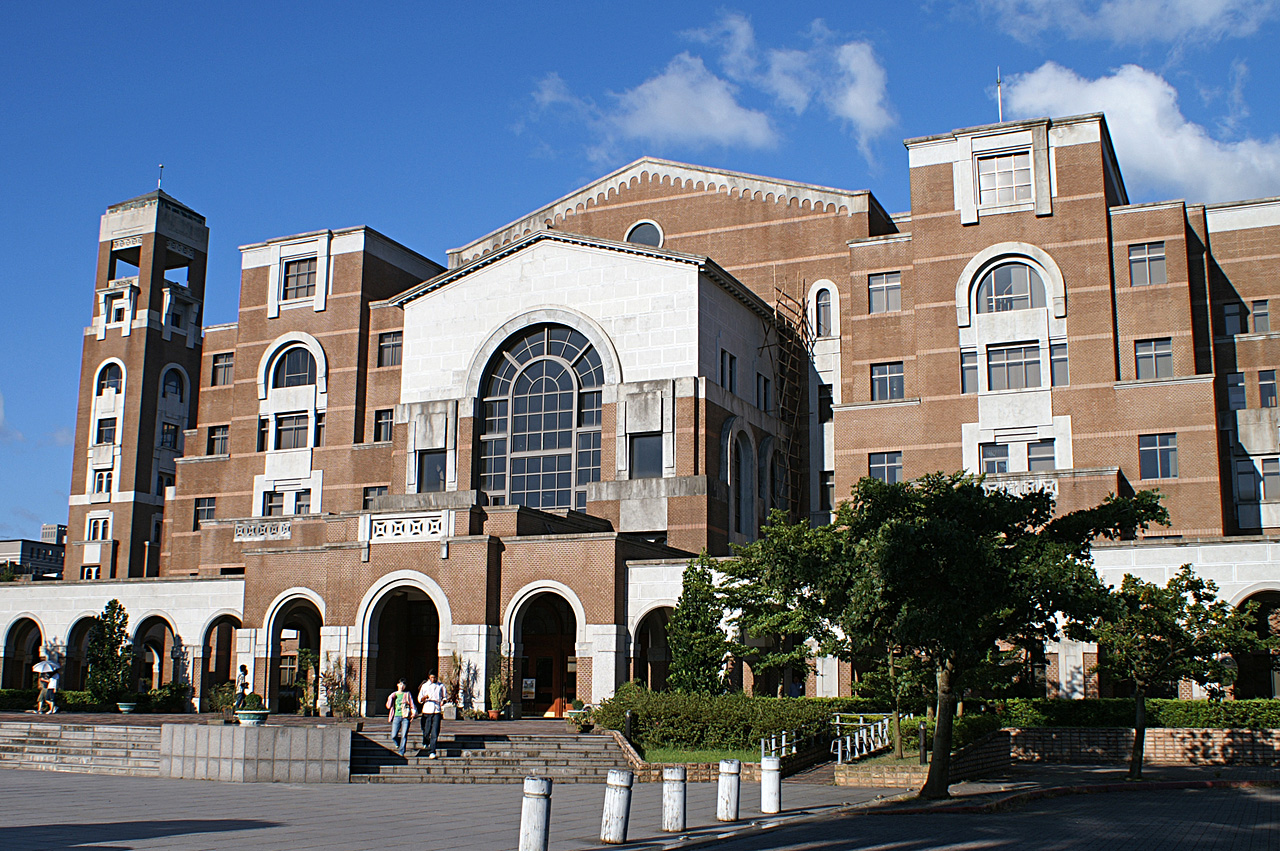
國立臺灣大學總圖書館

### 校訓
「敦品勵學，愛國愛人」，係由戰後第四任校長傅斯年所訂定。

### 校歌
舊校歌由許壽裳教授所作，刊於《國立臺灣大學校刊》第1期（1947年10月1日），並於第6期（1947年12月16日）刊出蔡繼琨先生的曲譜。新校歌是1963年沈剛伯教授所作新詞，並請趙元任先生譜曲。歌詞如下：

臺大的環境鬱鬱蔥蔥

臺大的氣象勃勃蓬蓬

遠望那玉山突出雲表

正象徵我們目標的高崇

近看蜿蜒的淡水

他不捨晝夜地流動

正顯示我們百折不撓的作風

這百折不撓的作風

定使我們一切事業都成功

### 校徽
校徽完成於虞兆中校長任內，1981年12月展開校徽選圖競賽，於1982年校慶時公布，共眭澔平、謝鎮源、姚克毅三位得獎人，獲選圖案經游光義與三位得獎人修改，正式成為校徽。校徽主要圖樣由傅鐘與椰子樹所構成：傅鐘代表作息定時，生活有序，俾聞聲惕厲，精進不已；椰樹代表十年樹木，百年樹人，而校徽增加了椰樹抽芽的意象，象徵生生不息的大學精神；圖案中之梅花布局，藍白色及雷紋邊緣，是融合立國精神與文化傳統之精髓，庶「臺大人」之三復斯義焉。

### 代表動植物
- 校樹及校花：大王椰子樹及杜鵑花，是被較多臺大學生認同的校樹與校花，臺大校園的暱稱「杜鵑花城」亦因此而來。
- 代表動物：麻雀（因其體型圓潤而有球雀之暱稱[36]）、黑冠麻鷺（由於他人靠近時不會立即飛走而有大笨鳥之暱稱[37]）以及赤腹松鼠。

### 椰林大道
連接校門與總圖書館的主要幹道，是一條兩邊種有大王椰子樹的柏油道路，營造南洋產業道路的意象，早期校舍大多沿椰林大道興建，傅鐘亦位於此道正中。

## 校史

### 臺灣總督府附屬學校時期
臺灣總督府醫學校
1897年，日本人山口秀高在臺北病院開設了「醫學講習所」又稱「土人醫師養成所」，到了1899年改建為「臺灣總督府醫學校」，1918年改制為「臺灣總督府醫學校專門部」，1922年專門部與「臺灣總督府醫學專門學校」（1919年創立）合併。1927年，改名「臺灣總督府臺北醫學專門學校」。1936年併入「臺北帝國大學醫學部」，成為「臺北帝國大學附屬醫學專門部」，今「國立臺灣大學醫學院」。
臺灣總督府中央研究所衛生部
1909年，臺灣總督府專賣局製藥所檢查課，擴張為「臺灣總督府研究所」，下設2部，1916年增設3部，1918年「臺灣總督府殖產局附屬糖檢局」併入研究所。1921年，與臺灣總督府轄下六單位合併為「臺灣總督府中央研究所」，下設農業部、林業部、工業部和衛生部。1939年，中央研究所廢止，衛生部劃入臺北帝國大學，改稱「熱帶醫學研究所」，今臺大公共衛生學院「職業醫學與工業衛生研究所」、臺大醫院內科第一組風土病研究室。
臺灣總督府農林專門學校
1919年，「臺灣總督府農林專門學校」創立（位於校總區），1922年改制「臺灣總督府高等農林學校」，1927年改名「臺灣總督府臺北高等農林學校」，1928年成為「臺北帝國大學附屬農林專門部」。1942年4月，脫離帝大改為「臺灣總督府臺中高等農林學校」，10月遷臺中市，1943年改名「臺灣總督府臺中農林專門學校」，今「國立中興大學」。
臺灣總督府高等商業學校
1919年，「臺灣總督府高等商業學校」創立，1926年更名「臺北高等商業學校」，1944年更名「臺北經濟專門學校」，1945年改隸「臺灣省立臺北商業專科學校」，1946年9月升格為「臺灣省立法商學院」，1947年1月7日併入臺大法學院，是為「臺灣大學法學院商學系」。臺大商學系於1985年分為工商管理學系、會計學系、財務金融學系、國際貿易學系，此四系於1987年組建為臺大管理學院。

### 帝國大學時期
臺北帝國大學

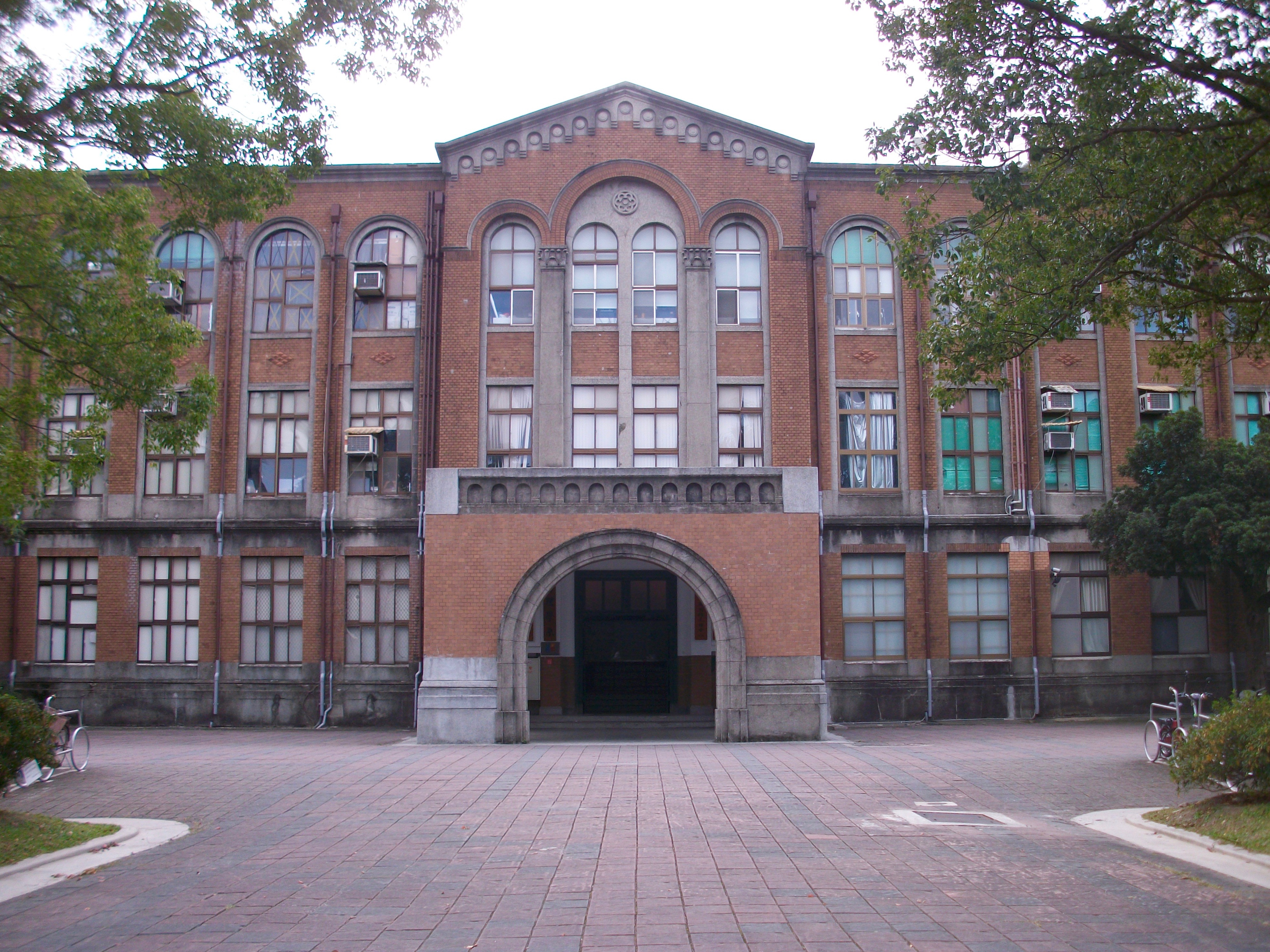
物理系舊館（臺大二號館），原臺北帝大理農學部理化學教室，內有物理文物廳

1928年，臺灣總督府成立臺北帝國大學，設「文政學部」、「理農學部」，首任校長為幣原坦。1936年設「醫學部」。1939年設「熱帶醫學研究所」。1941年4月4日設立大學預科（畢業後只能就讀臺北帝國大學） ，1943年設立「工學部」，1943年附設「南方人文研究所」、「南方資源科學研究所」。1943年理農學部分為「理學部」、「農學部」。至日治末期，臺北帝大有文政、理、農、醫、工共5個學部。
臺北帝國大學成立之初，僅定位為醫學和農學的實業大學，之後由臺灣總督伊澤多喜男改變辦學方針而成為綜合大學。

### 國立大學時期
國立臺北大學
1945年8月日本二戰投降，10月25日台灣由中華民國接管，11月國民政府教育部接收臺北帝國大學，易名「國立臺北大學」。當時與省立師範學院（臺灣師範大學前身）、省立農學院（中興大學前身）、省立工學院（成功大學前身）並列為臺灣省僅有的4所高等教育機構。
國立臺灣大學
1945年12月15日，經國民政府行政院院會決議，教育部令國立臺北大學正式定名為「國立臺灣大學」，同時依中華民國大學制度，將帝大時期各「學部」改稱「學院」，並將文政學部劃分為文學院及法學院，加上理、醫、工、農共6個學院、22學系。
台大也是全臺灣學生人數最多的大學，目前有11個學院、3個專業學院、56個學系、96個研究所（其中包含84個博士班），以及進修學士班（含夜間部），學生達三萬餘人。
2015年1月，臺大與國立臺灣科技大學、國立臺灣師範大學三校結盟合組國立臺灣大學聯盟，2016年3月31日經中華民國教育部正式核定改組為國立臺灣大學系統。
2020年，行政院通過《國家重點領域產學合作及人才培育創新條例》，臺大依據此條例，於2021年增設「重點科技研究學院」，下分為積體電路設計與自動化碩博士學位學程、元件材料與異質整合碩博士學位學程及奈米工程與科學碩士學位學程，並與台積電、聯發科技等臺灣半導體科技公司產學合作。
2021年，成立「國際學院」，招收外國籍國際學生為主，採全英文授課。

## 歷任校長

### 日治時期
臺北帝國大學（總長）
| 任別 | 姓名     | 任期                 |
| ---- | -------- | -------------------- |
| 1    | 幣原坦   | 1928年3月－1937年9月 |
| 2    | 三田定則 | 1937年9月－1941年4月 |
| 3    | 安藤正次 | 1941年4月－1945年3月 |
| 4    | 安藤一雄 | 1945年3月－1945年8月 |

### 中華民國時期
國立臺灣大學
| 任別 | 姓名   | 任期                                                    | 備註 |
| ---- | ------ | ------------------------------------------------------- | --- |
| 1    | 羅宗洛 | 1945年11月15日－1946年2月9日 1946年4月9日－1946年5月    | 代理校長，留日植物學家、中研院院士、曾任南京中央大學教授 |
| 2    | 陆志鸿 | 1946年8月13日－1948年5月31日                            | 留日工學家、曾任南京中央大學工學院院長 |
| 3    | 莊長恭 | 1948年6月1日－1948年8月1日 1948年8月29日－1948年12月7日 | 第1屆中央研究院院士、留美及留德化學家、曾任南京中央大學理學院院長。莊校長在8月1日首度請辭離臺，教務長丁燮林和醫學院院長兼教務長，8月29日被慰留回到臺北，12月7日再次請辭離臺12月15日，發表傅斯年接任                                      |
| 代理 | 杜聰明 | 1948年12月8日－1949年1月19日                            | 大清福建臺灣省臺北府淡水縣三芝人，臺灣醫師、醫學教授，京都帝國大學醫學博士，臺灣史上首位醫學博士（哲學博士等級）。高雄醫學院（今高雄醫學大學）創辦人，首位臺灣大學醫學院院長兼臺灣大學教務長和代理校長。                                 |
| 4    | 傅斯年 | 1949年1月20日－1950年12月20日                           | 第1屆中央研究院院士、留英及留德歷史學家、曾任北大代理校長。任內病逝，埋骨於台灣大學校園內之傅園。 |
| 代理 | 沈刚伯 | 1950年12月20日－1951年3月                               | 留英歷史學家、曾任南京中央大學文學院院長，教務長兼任代理校長 |
| 5    | 錢思亮 | 1951年3月－1970年6月                                    | 中研院院士、留美化學家、曾任北大教員 |
| 6    | 閻振興 | 1970年6月－1981年8月                                    | 留美水利學家 |
| 7    | 虞兆中 | 1981年8月1日－1984年8月                                 | 土木工學家 |
| 8    | 孫震   | 1984年8月－1993年2月27日                                | 留美經濟學家。因出任中華民國國防部部長而卸任 |
| 代理 | 郭光雄 | 1993年2月27日－1993年6月21日                            | 留日動物學家，教務長兼任代理校長 |
| 9    | 陳維昭 | 1993年6月22日－2005年6月21日                            | 留日醫學家 |
| 10   | 李嗣涔 | 2005年6月22日－2013年6月21日                            | 留美電機學家 |
| 11   | 楊泮池 | 2013年6月21日－2017年6月21日                            | 臺灣醫學家、中研院院士、世界科學院院士、美國國家發明家學院院士。任內重視學術倫理。 |
| 代理 | 張慶瑞 | 2017年6月21日－2017年10月1日                            | 留美物理學家（IEEE Fellow、APS Fellow）、俄羅斯國際工程院院士，行政副校長兼任代理校長 |
| 代理 | 郭大維 | 2017年10月1日－2019年1月8日                             | 留美資工學家（ACM Fellow、IEEE Fellow）、歐洲科學與藝術學院院士（Member, European Academy of Sciences and Arts）、美國國家發明家學院院士（2018 NAI Fellow），學術副校長兼任代理校長                                                      |
| 12   | 管中閔 | 2019年1月8日－2023年1月7日                              | 留美經濟學家、世界科學院院士（2014 TWAS Fellow）、中央研究院院士、曾任國家發展委員會主任委員。原定於2018年2月1日上任，但受校長遴選事件影響延至同年12月24日才獲教育部核可，2019年1月8日上任。2021年10月23日以促進世代交替為由宣布不續任。 |
| 13   | 陳文章 | 2023年1月8日－                                          | 留美化工學家，曾任台灣大學工學院院長。 |

## 學術泛論
臺大是接受中華民國教育部「邁向頂尖大學計畫」5年500億新臺幣補助的研究型大學。
2022-2023年度中，國立臺灣大學於泰晤士世界大學排名（THE）位列全球第187名。
2023-2024年度中，國立臺灣大學在QS世界大學排名位列全球第69名。
2022-2023年度中，國立臺灣大學在USNEWS排名全球第203名。
2019-2020年度中，國立臺灣大學在世界大學學術排名（ARWU）位列全球201-300名。
2020-2021年度中，國立臺灣大學於CWUR排名全球第86名。
2022-2023年度中，國立臺灣大學於CWUR排名全球第96名。

## 組織

### 研究中心
| 國家級研究中心 | 國家地震工程研究中心 | 國家海洋科學研究中心       |
| 國家級研究中心 | 奈米機電系統研究中心 | 科技部人文社會科學研究中心 |
| 國家級研究中心 | 綜合災害研究中心     |                            |

| 一級研究單位 | 人文社會高等研究院       | 數位人文研究中心             |
| 一級研究單位 | 人口與性別研究中心       | 環境保護暨職業安全衛生中心   |
| 一級研究單位 | 凝態科學研究中心         | 生物多樣性研究中心           |
| 一級研究單位 | 基因體醫學研究中心       | 奈米科技研究中心             |
| 一級研究單位 | 資訊電子科技整合研究中心 | 神經生物與認知科學研究中心   |
| 一級研究單位 | 原住民族研究中心         | 系統生物與生物資訊學研究中心 |

院級研究中心
| 理學院 | 全球變遷研究中心 | 貴重儀器中心                         |
| 理學院 | 空間資訊研究中心 | 梁次震宇宙學與粒子天文物理學研究中心 |

| 生物資源暨農學院 | 生物能源研究中心       | 生物產業自動化教學及研究中心 |
| 生物資源暨農學院 | 統計與生物資訊諮詢中心 | 人畜共通傳染病研究中心       |

| 醫學院 | 光電生物醫學研究中心 | 癌症研究中心     |
| 醫學院 | 藥物研究中心         | 醫學工程研究中心 |
| 醫學院 | 生物技術研究中心     |                  |

| 工學院 | 地震工程研究中心     | 船舶技術研究中心           |
| 工學院 | 嚴慶齡工業研究中心   | 製造自動化研究中心         |
| 工學院 | 石油化學工業研究中心 | 奈米機電系統研究中心       |
| 工學院 | 工業知識科技研究中心 | 身心障礙者輔具工程研究中心 |
| 工學院 | 組織工程與3D列印中心 |                            |

| 電機資訊學院 | 電信研究中心 | 奈米機電系統研究中心 |

| 社會科學院 | 風險社會與政策研究中心 | 中國大陸研究中心 |
| 社會科學院 | 公共經濟研究中心       |                  |

| 管理學院 | 金融研究中心               | 華人企業研究中心       |
| 管理學院 | 創新與科技管理研究中心     | 公司治理研究中心       |
| 管理學院 | 證券期貨暨財務工程研究中心 | 財經智慧與法規研究中心 |

| 法律學院 | 亞洲WTO暨國際衛生法與政策研究中心 | 人權與法理學法律與社會研究中心 |
| 法律學院 | 數位法律研究中心                  | 企業暨金融法制研究中心         |
| 法律學院 | 環境永續政策與法律研究中心        | 歐洲聯盟法律研究中心           |
| 法律學院 | 法律與社會研究中心                | 財稅法學法律研究中心           |
| 法律學院 | 比較法研究中心                    |                                |

### 圖書館
除校總區的總圖書館外，尚有自動化書庫服務中心、醫學圖書館、社會科學院辜振甫先生紀念圖書館，以及物理、數學、化學、海洋、圖資、法律院系所圖書室/館。在總圖3樓設有臺大人文庫，用以陳列歷屆臺大校友與教職員的相關著作，5樓設有特藏室。另有臺灣原住民族圖書資訊中心、臺大佛學數位圖書館等相關機構。

### 博物館群
目前總共有11個博物館：包括校史館、人類學博物館、地質標本館、物理文物廳、昆蟲標本室、農業陳列館、植物標本館、動物博物館、檔案展覽室、醫學人文博物館、藝術史研究所美術館等。

## 校區
臺大校地面積約為34,164公頃，約占臺灣的0.94％，校區分佈臺北市、新竹縣、雲林縣、南投縣等地。校總區位於臺北市大安區，並有水源校區、城中校區（醫學院、公衛學院）、農業試驗林場等機構。

### 校總區

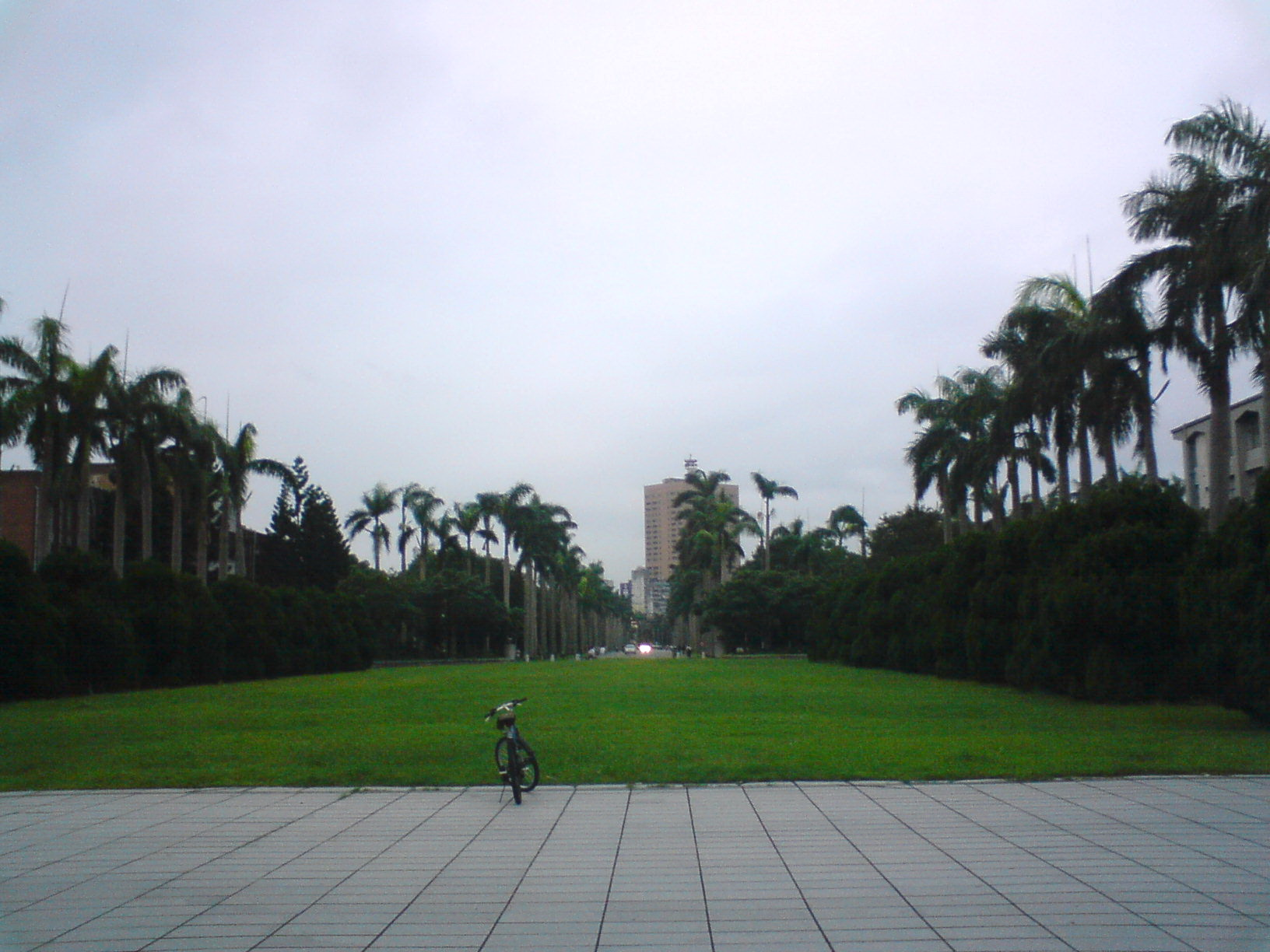
臺大總圖書館前的振興草坪

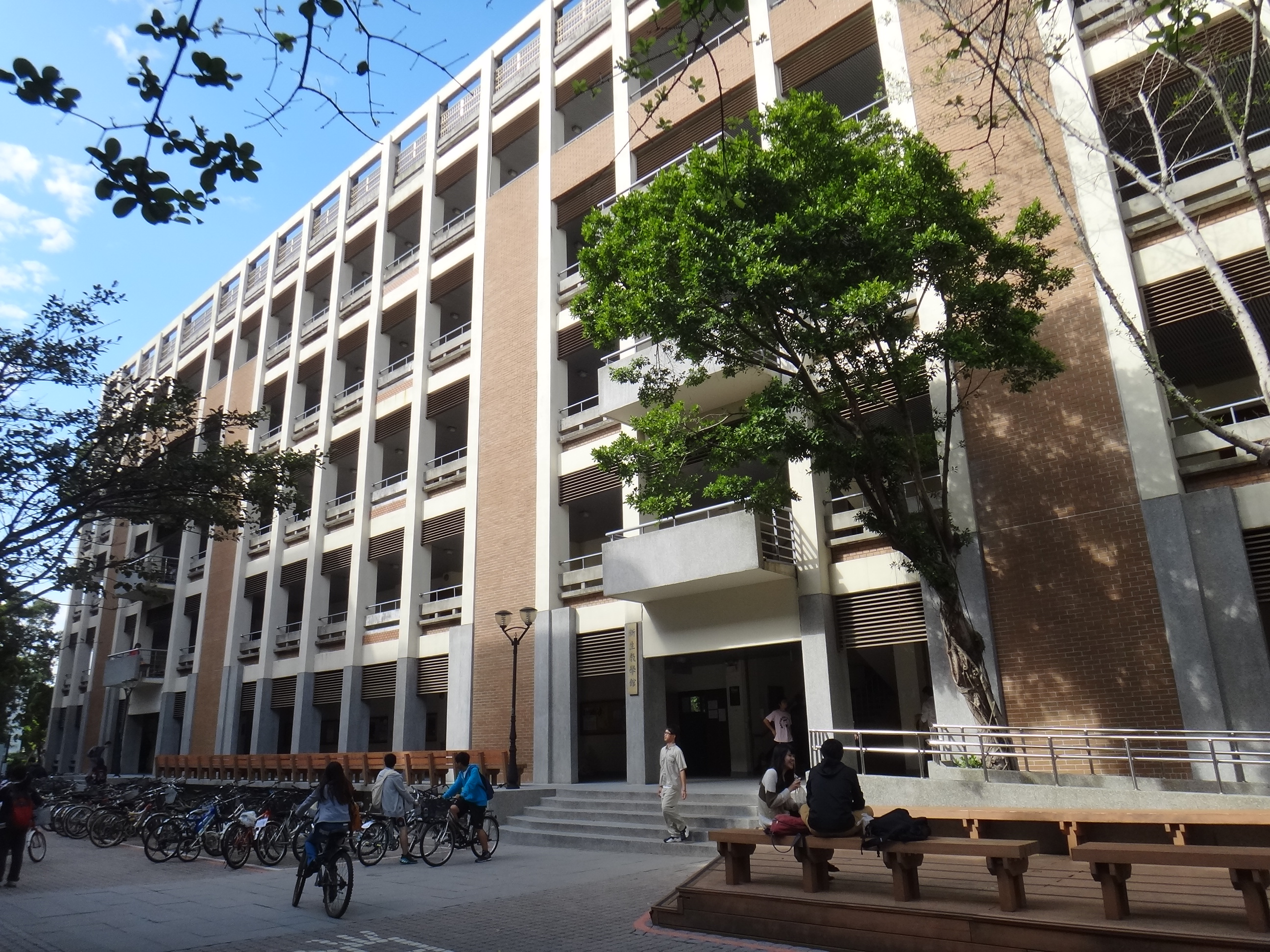
臺大新生教學館正門

位於臺北市大安區，占地115.49公頃，是臺北帝國大學舊址，涵蓋眾多行政單位及教學單位，如總辦公處、總圖書館文、理、工、生物資源暨農、管理、生科、法律、社會科學、電機資訊等院系所、夜間部、等，以及農業陳列館、農業試驗場、動物醫院、漁業生物試驗所、水工試驗所、女生宿舍六棟、研究生宿舍二棟，另外四周尚有男生宿舍八棟及部份教職員宿舍。
校總區道路
2004年3月總務長在校園規劃會議中提議，將校總區內主要道路命名，這是由於臺大在1980年代開始，規定校內建築必須要有一些共同的設計，造成相似性過高使人不易辨識，經過討論在2005年4月決議道路名稱，以道路中較具代表性的植物作為命名，延續原「椰林大道、小椰林道」之命名特色。此外，自銘傳國小到基隆辛亥路口這段道路，原屬於臺北市舟山路，與臺北市政府長期交涉之後，於1999年收回為校內用地。
為因應社會科學院興建工程，穿越資訊系館與社會社工系館間之臨時替代道路於2010年4月落成，但該處於校園規劃中為永久綠地，將於社會科學院完工後由總務處檢討評估該道路之存廢問題。
大學廣場
位於臺灣大學校門口前的空地，自日治時期到1978年，都是一個能自由發表言論的園地，尤其在1970年間為戒嚴時期唯一能發表自由言論卻不會被政府逮捕的廣場。1978年中央民代增額選舉後，黨外運動蓬勃發展，校方為避免群眾聚集，在年底，在校門口廣場中央搭起三角形花壇，築起圍牆，使原本開放的校前空地，變成封閉空間。臺大正門就從羅斯福路，改由新生南路進出。2002年1月，拆除欄杆，圍牆高度下降。2003年12月，校方進一步決定回復1970年代之初樣式。2004年11月，與臺灣電力公司認養人行道暨地下道整修工程同步施工。2005年3月完工，在3月19日臺灣大學杜鵑花節當天，舉行啟用儀式，完工後的廣場，重新命名為「大學廣場」。

### 臺北水源校區

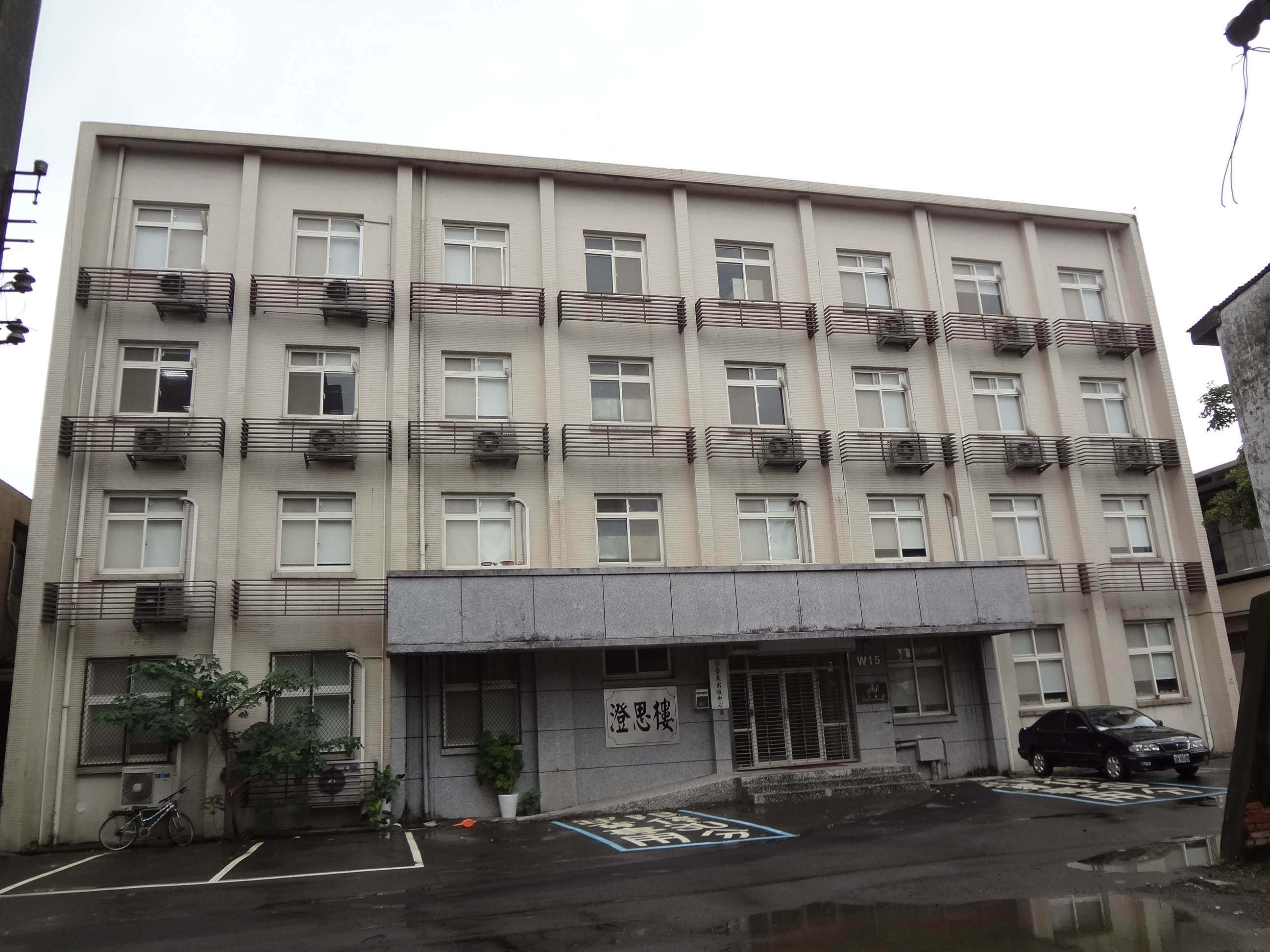
澄思樓，原為國防醫學院之勤務樓

水源校區位於臺北市中正區，占地6.78 公頃，正門位於思源街上的自來水博物館對面，原為國防醫學院舊址。國防醫學院遷往內湖新院區後，於1999年併入臺大校地，交由護理系使用；後來護理系亦遷出，校區呈現幾近荒廢狀態。校園草坪中間有陰陽太極水池，草坪繪有八卦線條；在校內違規停放的腳踏車會被拖吊至此，集中放置於原國防醫學院文華館與學生餐廳附近空地待車主領回，同時不定期舉行拍賣會，將以廢車零件拼裝而成、或堪用但長期無人認領的自行車賣出。
目前臺大已經逐步拆除長年荒廢之舊有建物，並新建校舍。大門東側舊有建物與運動場已改建為太子學舍水源舍區與修齊會館，大門西側（靠永福橋側）舊有建物保存較完整。原國防醫學院圖書館改名為飲水樓，做為臺大檔案室使用；健康中心、中正樓、人文系大樓分別成為創新育成中心之A、B、C棟，其中C棟先後由大學光學與創控科技使用，於2021年改由捷能動力科技公司進駐；行政大樓目前交由哲學系與人類學系做為洞洞館拆除後的臨時系館；理化大樓經整理後改名為思源樓；勤務樓在2010年重新整修，並改名為澄思樓，交由台大出版中心使用；學生餐廳前半段改為腳踏車修理場，後半段則被分割成數個隔間供機械系等系所做為工廠及實驗室使用，目前設有先進動力研發中心；車輛集用場一樓局部空間改為自行車拖吊移置場辦公室，供學生辦理被拖吊車輛領回、識別證領取等手續；文華館於2012年拆除，原址併入自行車拖吊移置場；木造的舊被服庫與學生餐廳後方的福利社仍呈現荒廢狀態；長年廢棄的教育大樓、介壽堂、5號宿舍、6號宿舍（美生樓）、洗衣部與鍋爐房已於2010年左右拆除，生化大樓亦已於2020年底夷為平地。已拆除之護理系、藥學系大樓舊址原欲興建卓越二期大樓，但因發現十三行文化遺址而暫時停工。5號及6號宿舍原址於2011年起興建卓越研究大樓，2015年初完工啟用，目前設有創新設計學院（D-School）與實作中心。

### 臺北城中校區
城中校區位於臺北市中正區，占地14.55公頃，由臺大醫院西址（常德街1號）、臺大醫院東址（中山南路7號）、醫學院（仁愛路一段1號）及公衛學院（徐州路17號，係利用政治學系及經濟學系學生宿舍球場改建）所構成。台大在城中校區有四棟學生宿舍（男四舍、女四舍、男二舍、女六舍）。
原位於本校區法學院舊址的社會科學院政治學系及經濟學系，已於2014年9月遷入校總區新社科院大樓。原址徐州路21號曾規劃轉交國家級研究中心使用，但並未定案。法學院舊址後續由國際政經學院進駐使用。

### 雲林虎尾校區

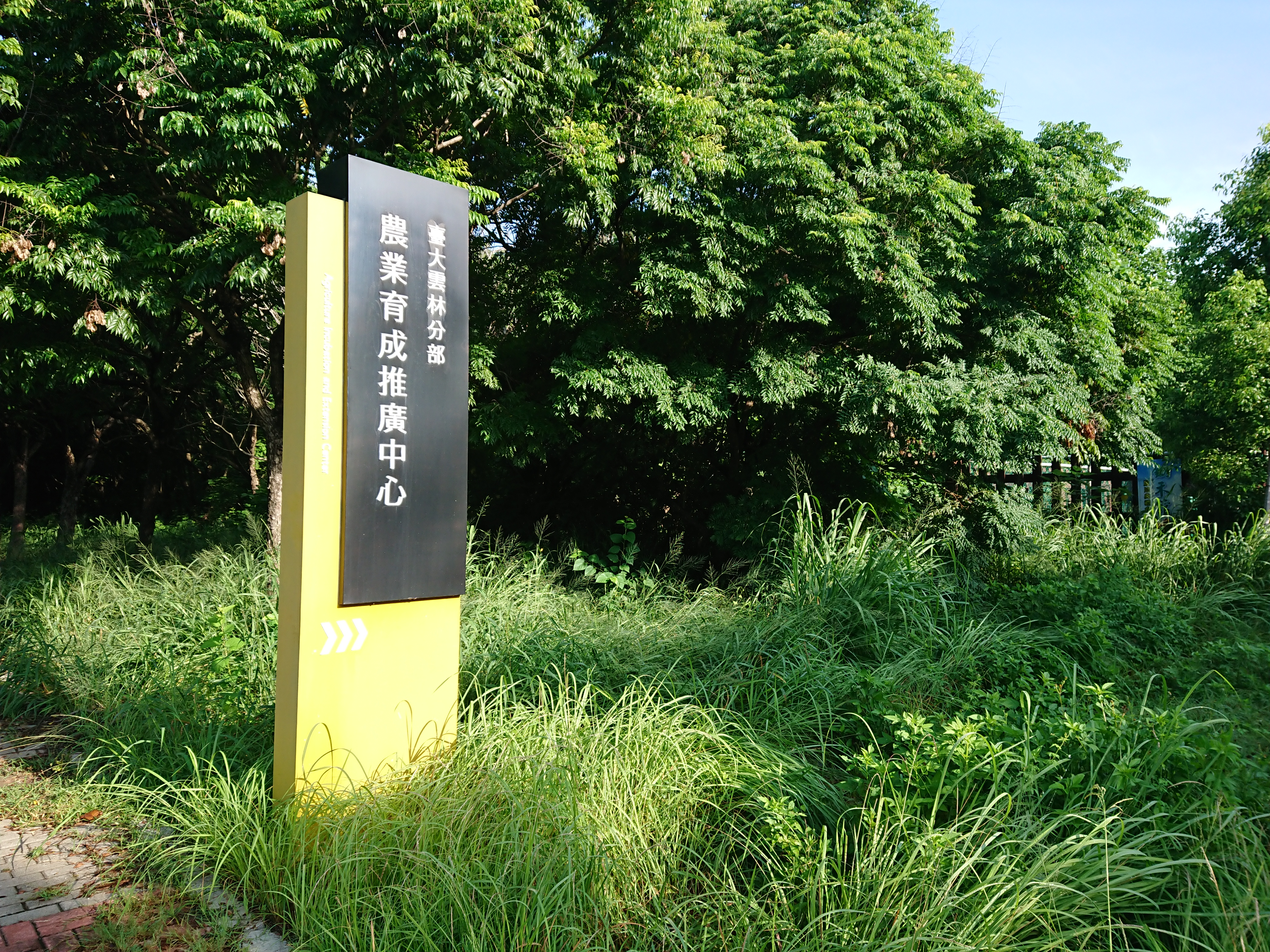
臺大雲林分部農業育成推廣中心標示牌

雲林校區位於雲林縣虎尾鎮，占地57.03公頃，其中臺大醫院雲林分院虎尾院區佔地5公頃，校區中第一棟建築農業創新及教育推廣中心於2016年4月21日舉行動工典禮。
2018年12月6日，與國立雲林科技大學、國立虎尾科技大學二所大學共同簽署備忘錄，成立「雲林國立大學聯盟」，提升雲林地區的學術研究風氣和競爭力。

### 新竹校區
臺灣大學新竹校區位於新竹竹北市光明六路東一段、莊敬北路路口，占地22.08公頃，校區內第一棟建築為碧禎館。

### 其他校地

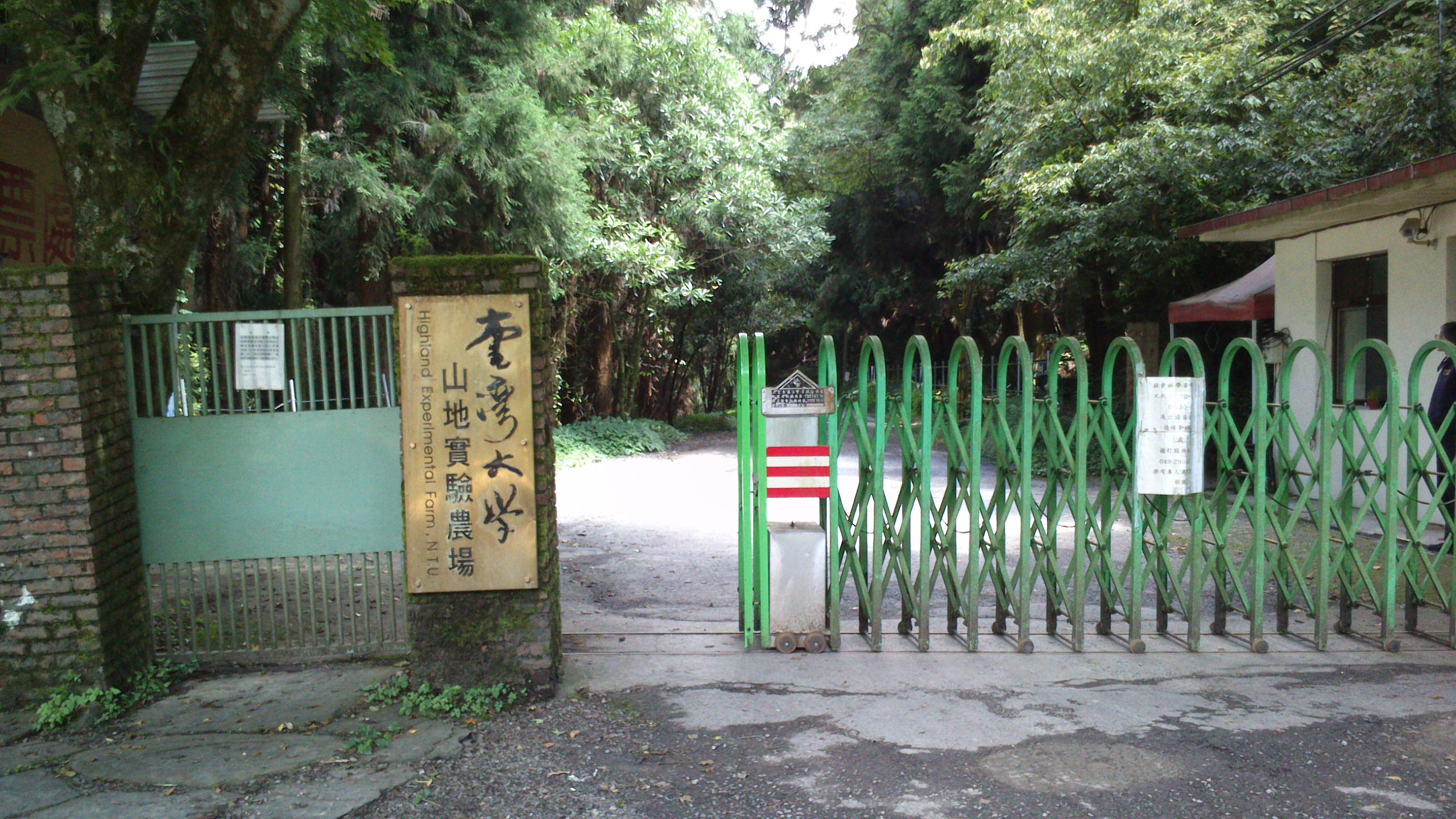
臺大生農學院附設山地實驗農場大門，位於南投縣仁愛鄉

- 附設醫院：位於臺北市中正區，占地17.74公頃。
- 安坑農場：位於新北市新店區，占地20.53公頃。
- 文山植物園：位於新北市石碇區，占地5.04公頃。
- 山地農場：位於南投縣仁愛鄉，占地1,091.08公頃。
- 實驗林：位於南投縣信義鄉、竹山鎮、及鹿谷鄉，占地32,793公頃。
- 其他零星校地：占地20.83公頃。

## 景觀與建築
臺大的校園規劃及建築特色奠定於帝大時期，為當時的總督府營繕科所設計，採用羅馬式建築風格，大量使用「拱門」、「門庭」等設計元素，展現空間層次及強調入口位置，而建築內部也採用迴廊式的設計。建於帝大時期的建築包括一號館、二號館、三號館、四號館、五號館、文學院、舊總圖書館（今校史館）等，建築外牆貼有13溝面磚，其中一號館的拱門入口有兩個，有別於他棟建築，文學院的拱型窗為四個一組，且在建築兩端有收頭的設計。
校園空間方面，從正門進入校總區後，即是巴洛克式建築軸線風格、兩側種植大王椰子的椰林大道，椰林大道在帝大時期即存在，但當時終點只到四號館。椰林大道兩側植栽為杜鵑花，是臺大的校花，每年3月會舉行杜鵑花節，而椰林兩側和校舍間常見的植物有樟樹和龍柏，主要為國民政府來臺灣後種植的植物。然而臺大因歷史因素，導致許多建築物無申請建照、或是後來加蓋違反建築法規的違章建築，目前是臺灣最多違建的國立大學，佔所有案件的50%。

### 臺大十二景
2005年臺大舉辦全校票選活動，票選出「臺大十二景」，分別為
1. 新總圖書館[75]：為椰林大道端景，外觀取舊總圖書館（市定古蹟）建築元素進行設計。
2. 醉月湖[76]：過去稱為牛湳池，原是塯公圳的調節水塘，在臺北帝大時期就已經存在，具有歷史文化的意涵。終戰前，醉月湖為水田、池塘及沼澤，初期原為農家儲存地下水之儲水池，後來成為動物系養殖池。戰後時期，民國61年是醉月湖區重要改變期，由潘榮煌先生設計，湖面形成今三池之形狀。
3. 椰林大道與舊校區[77]：「椰林大道」常成為指涉臺大同義詞，兩旁的大王椰子為帝大時期種植，惟椰林大道所呈現寬度、植栽、原端景建物「南方研究所」（約為4號館東側前）背後所象徵日治時期官方意識形態，尚待更多元歷史方面詮釋角度。
4. 傅鐘[78]：位於文學院與行政大樓中間，為臺大精神象徵。
5. 臺大校門[79]：面對羅斯福路，亦為帝大時期大門，戰後至解嚴前具有民主言論場域意義。
6. 傅園[80]：園內建有希臘風格之神殿、方尖碑、水池，建構傅斯年校長墓園，墓園埋有傅校長骨灰[81][82][注 5]。
7. 大學池[83]：位於南投縣溪頭臺大實驗林內，池上架有竹橋一座。
8. 醫學人文博物館[84]：位於臺北市仁愛路及中山南路轉角，舊稱醫學院2號館，是臺北醫學專門學校時期唯一保留建築物，另一棟藥學館為帝大醫學部時期興建，內部設有醫療方面展覽室。
9. 生態池[85]：位於臺大農場旁，是臺大瑠公圳復原計畫的第一期工程，經費由臺北市瑠公農田水利會提供，第一期工程內容包括生態池區、舊圳道區、新設湧泉及水道區、水圳淨化區、瑠公橋、眺望平臺及休憩步道空間等，並栽植七十餘種水生植物於水源池中。瑠公圳在臺大校總區內是屬於大安支線的一部分，圳路經過校園內的農場、舟山路、小椰林道及醉月湖。
10. 舟山路[86]：為基隆路舊道，原為臺北市政府管理的公共道路，經校方與市府協議，以退縮基隆路校地換取舟山路劃歸臺大校地，並打破原圍牆成為行人徒步區，將兩側各系館庭園開放，鹿鳴堂成為委外商業休憩空間。
11. 校總區農場[87]：建有生態水池、生態屋（臺大綠房子）。
12. 共同三松[88]：共同大樓前的三株樹形優美的松樹，其中2棵被列入臺北市政府老樹保護列管。

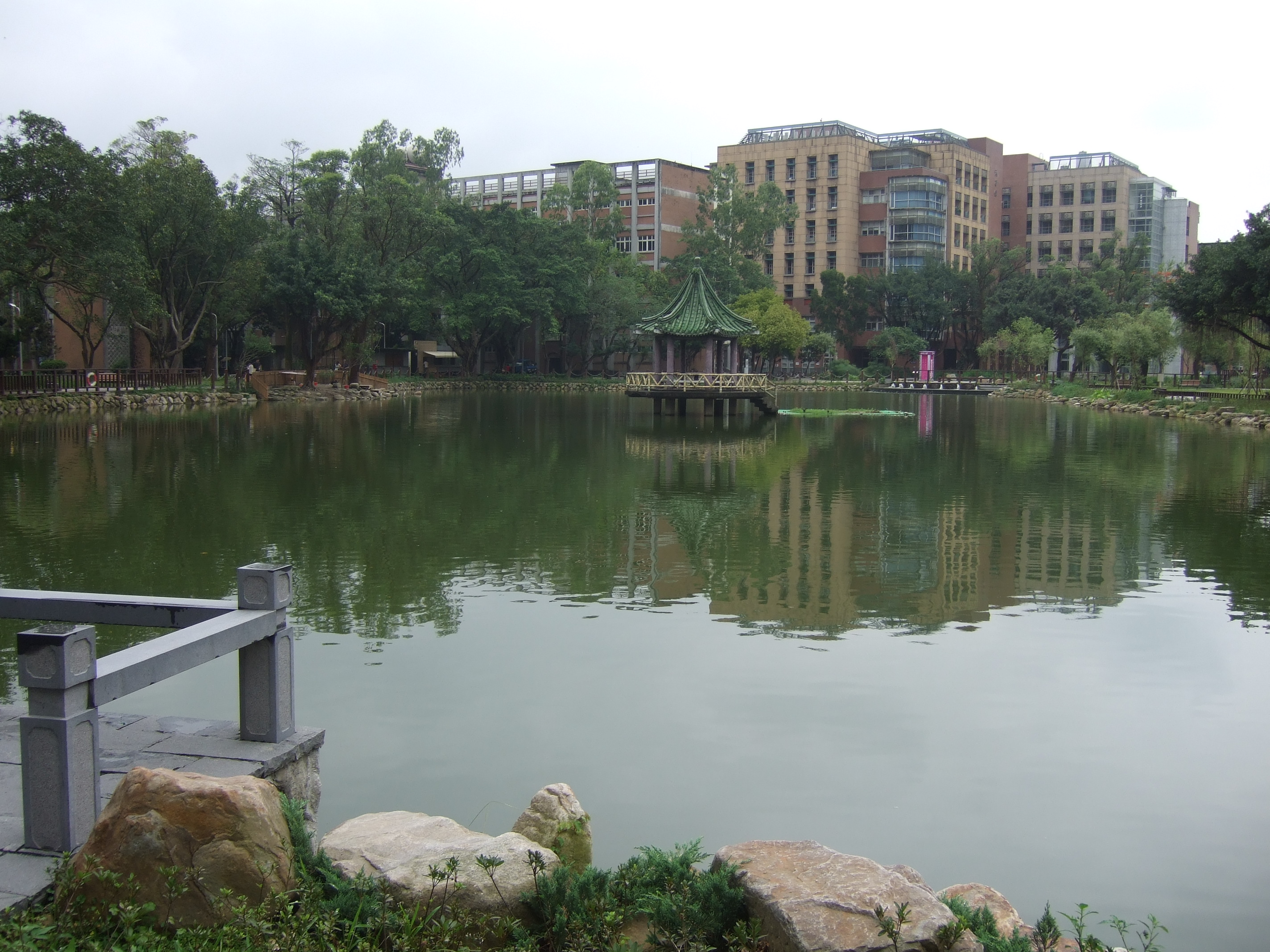
醉月湖
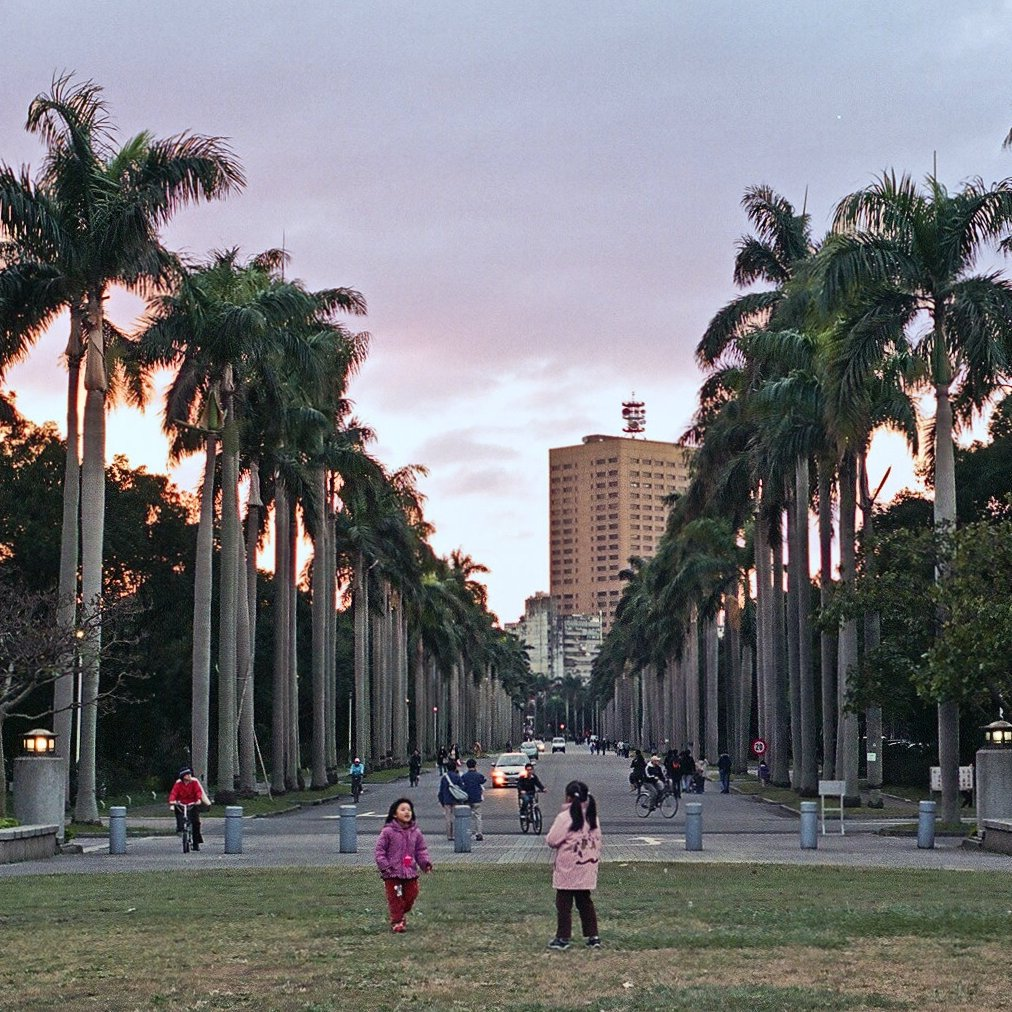
椰林大道及振興草坪
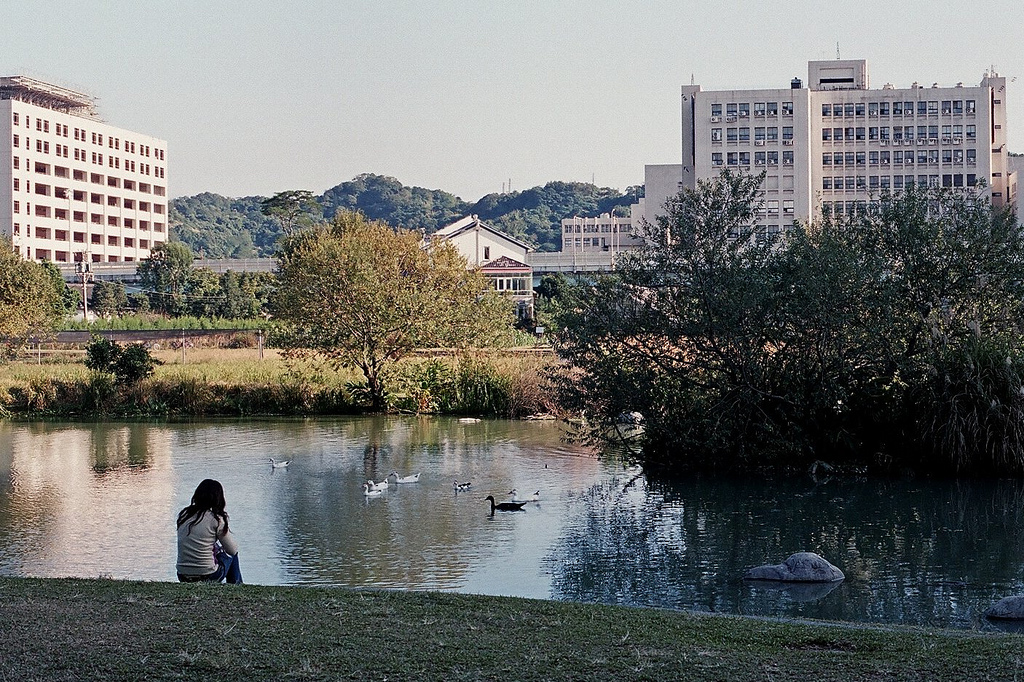
生態池
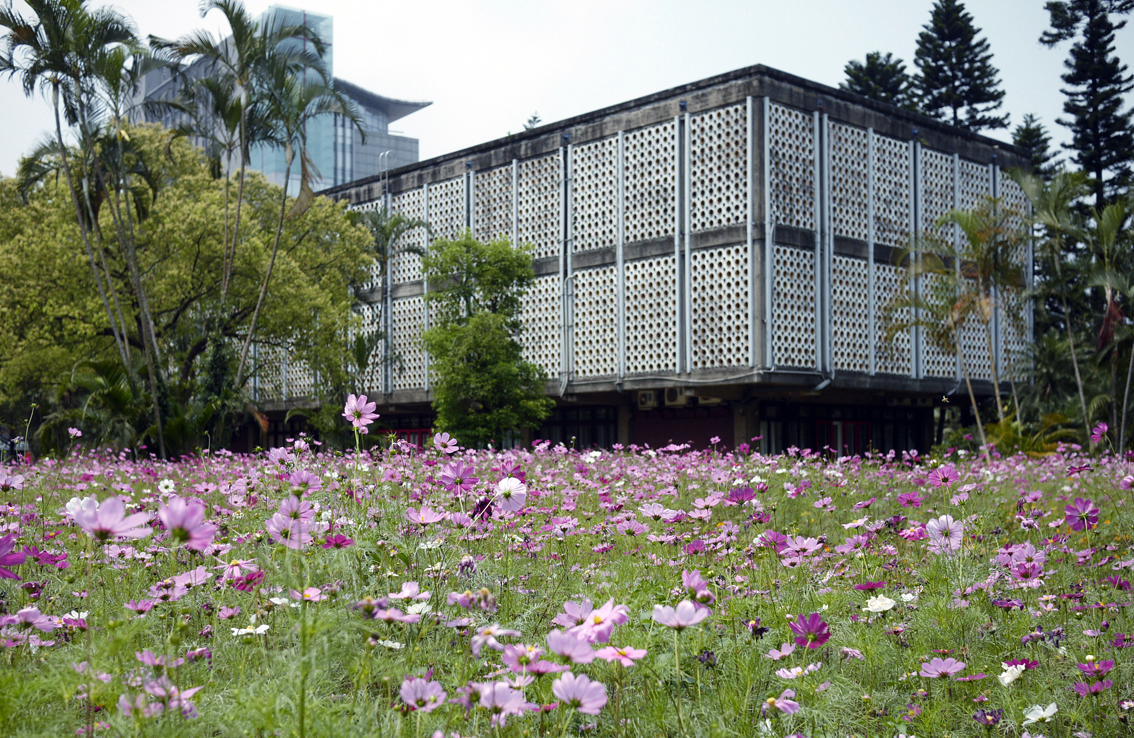
洞洞館
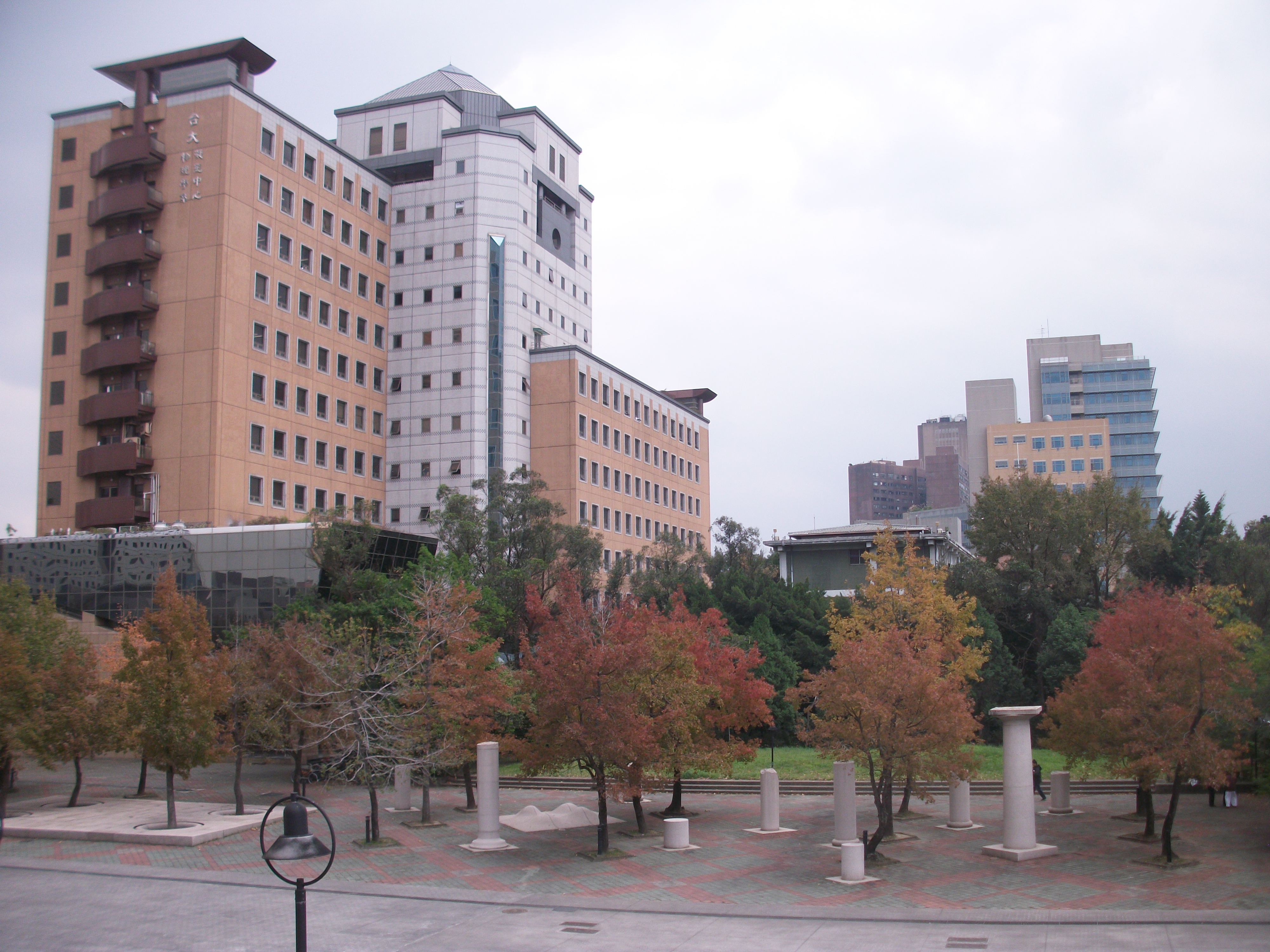
凝態中心暨物理系館
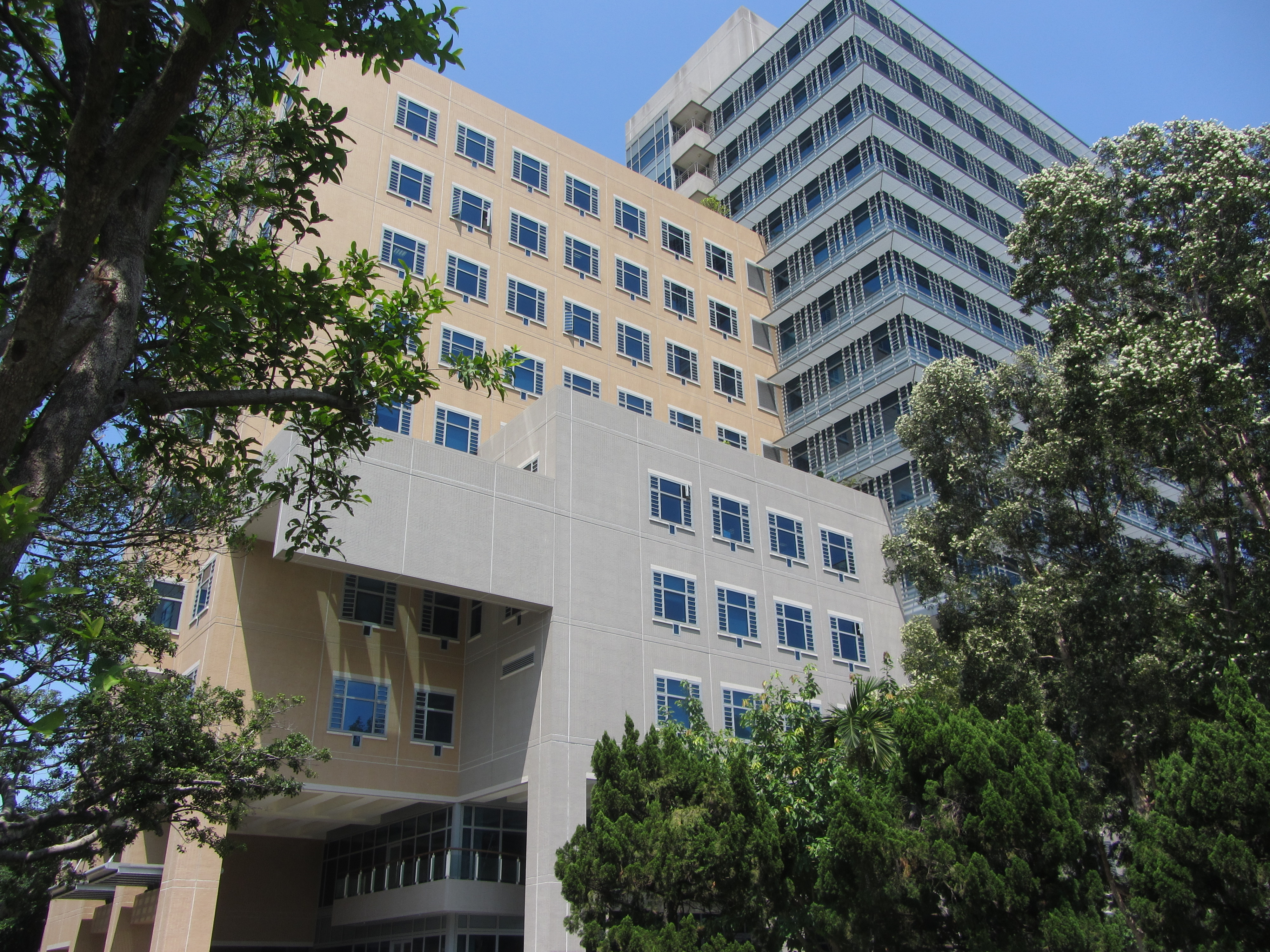
天文數學館
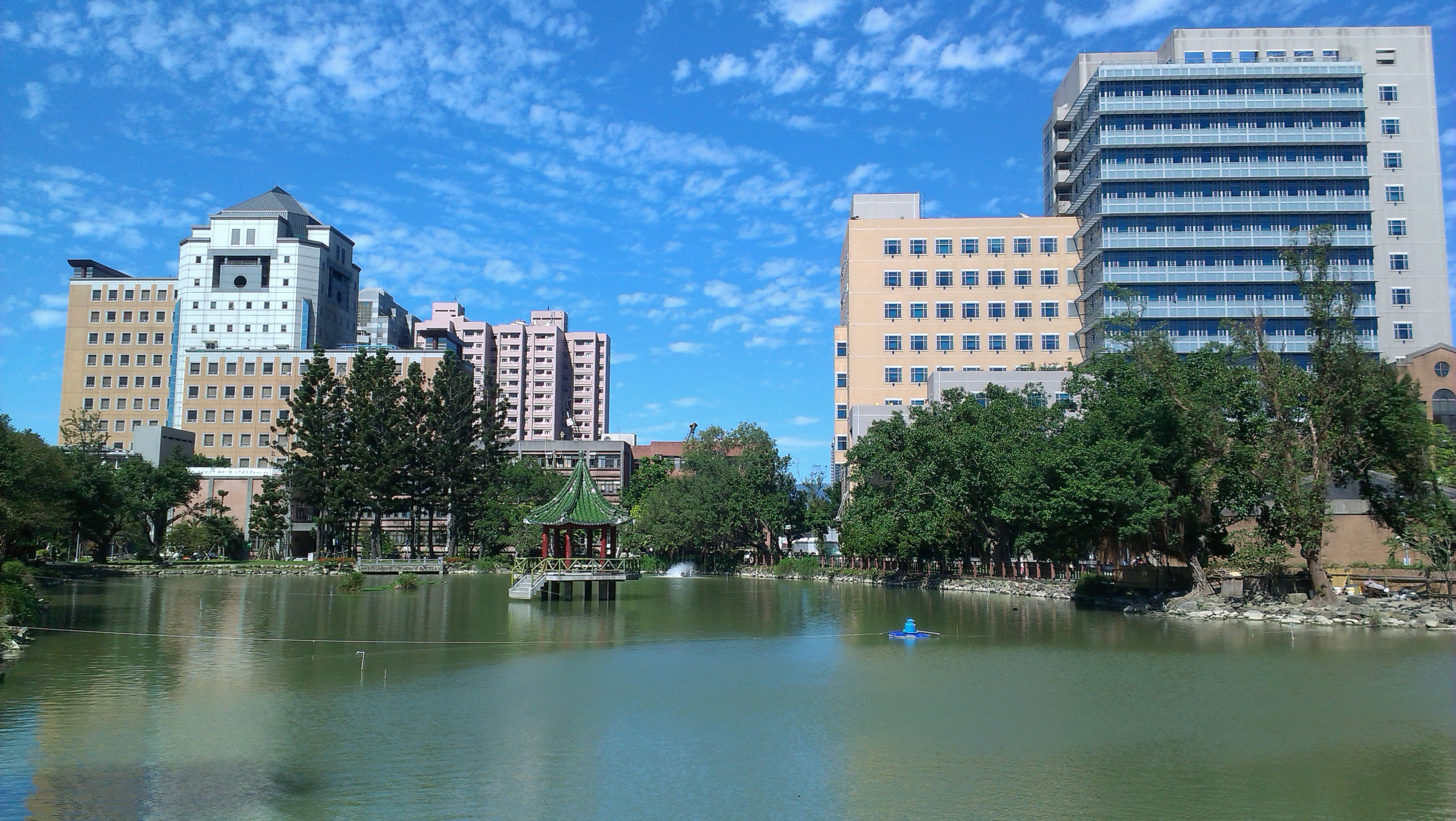
從醉月湖畔望向物理系館與天文數學館
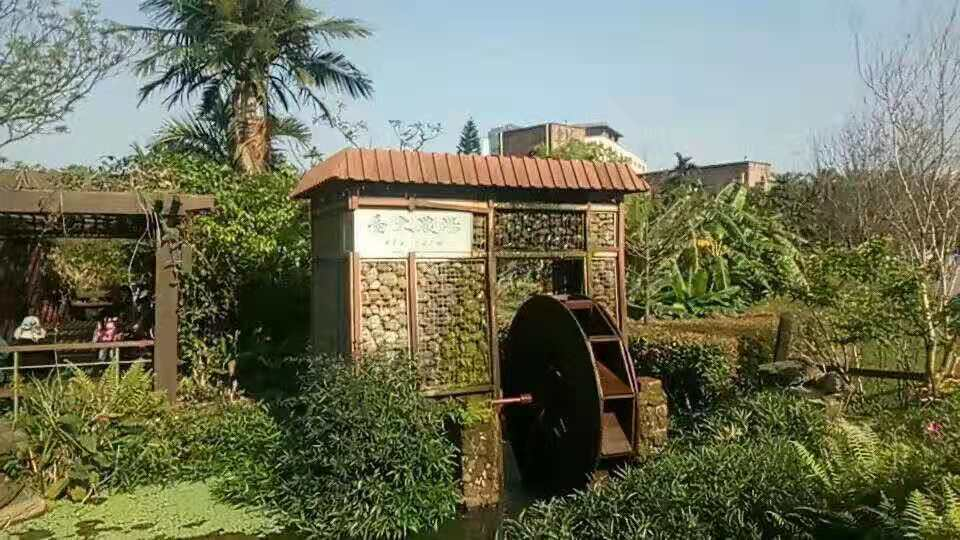
台大农场

### 現代建築
- 土木工程系館：位於文學院東側，1955年完工，屬於現代主義建築，但是與帝大時期建築在外觀及量體上具協調性與連續性，中央門廳具有大型樓梯突出入口意象、兩翼末端以突出牆面形成收尾、南面陽光直射處設置走廊、立面對稱、牆面以十三溝面磚為面材，下方以洗石子作接地、室內牆壁樑柱以線腳收邊，與帝大時期建築設計相呼應。
- 校總區臺大第一活動中心：1962年完工，由王大閎設計，王氏亦為國父紀念館、教育部及外交部設計者。
- 校總區化學工程館：1962年完工，同為王大閎設計，與土木館相連成為「工」字型的建築群。
- 校總區電機一館：1969年完工，本校第一棟的中央空調建築，同時也是台大首度經由募集捐款所完成的建築。
- 校總區共同教學館：李俊仁王立甫建築師事務所設計，拆除帝大7號館所建，因保留庭園三棵琉球松，建築評價高，獲1984年臺灣建築師雜誌獎。
- 校總區新總圖：沈祖海設計，以舊總圖為造型依據，建築量體以各方塊組合，外貼十三面溝磚，設有鐘塔一座，原預計由荷蘭進口鐘組。
- 校總區社會科學院：為日本建築師伊東豊雄在臺灣第3處作品（另兩處為高雄市國家體育場及臺中國家歌劇院）。
- 校總區國立臺灣大學體育館：1962年完工，俗稱為「舊體」，為名建築師楊卓成之作，其正門上方是由無數個圓洞排列而成。在這些圓洞排列而成的牆上掛著八字校訓——「敦品勵學，愛國愛人」。
- 校總區中非大樓：中華民國政府推動農業外交的遺跡，原先為中非技術合作委員會的中非技術合作大樓，後來移轉給臺大，現為昆蟲學系及植物病理與微生物學系使用。

### 文化資產
- 直轄市定古蹟
  - 臺灣大學校門：校總區羅斯福路校門口守衛室，1931年完工。
  - 臺灣大學原帝大校舍
    - 文學院：校總區文學院，1929年前棟完工，原帝大文政學部「本館」（學部辦公室），1933年後棟西側完工，1934年後棟東側完工，為原文政學部「心理學及土俗學人種學教室」。
    - 行政大樓：校總區行政大樓，為校總區第一個學校機構高等農林學校的辦公室，興建於1926年，以紅磚建築為主，後來成為帝大理農學部、農林專門部辦公室及帝大本部。
    - 舊圖書館：校總區原帝大圖書館、臺大舊圖書館，現為校史館。1928年後棟完工，為帝大文政學部研究室，現為樂學館，1930年前棟（舊圖書館辦公室）完工，1931年中間棟（舊圖書館書庫及閱覽室）完工，1956年擴建中間棟兩側，1973年擴建前棟東側，1982年擴建前棟西側。

  - 臺大醫學院舊館：城中校區醫學院2號館，1907年建，原臺灣總督府醫學校（1899年-1919年），臺北醫學專門學校（1919年-1936年），1936年併入臺北帝大醫學專門部（與臺北帝大醫學部非相同機構），惟後方講堂（即禮堂）於1990年興建臺大醫院東址院區時拆毀，原講堂內部現成為外部牆面，整修成為醫學人文博物館，內部一樓大廳放置山口秀高、高木友枝、堀內次雄、杜聰明校長胸像。
  - 臺大醫院西址：1912年建，古蹟範圍包括本館、東一、西一建築物，原為臺灣總督府臺北病院，後1937年成為臺北帝大附屬病院。
  - 臺大社會科學院：徐州路社科院，1922～1925年完工，原臺北高等商業學校（1919年設立），二戰後成為臺灣省立法商學院，後併入臺大，法學院遷回校總區後，為政治系、經濟系所使用，而此二系亦於2014年9月遷回校總區。
  - 國立臺灣大學日式宿舍群
    - 福州街20、22、26號：臺北市中正區南昌路，原臺北帝大校長官舍，其中22號為現任臺大校長官邸。
    - 翁通楹寓所：1930年代建，臺北市大安區青田街9巷5號。
    - 馬廷英故居：1931年建，臺北市大安區青田街7巷6號，原為帝大農學教授足立仁所造之自住宅邸。
    - 羅銅壁寓所：1930年代建，臺北市大安區青田街12巷5號。
    - 殷海光故居：1945年，臺北市大安區溫州街18巷16弄1-1號。
    - 青田街7巷2號：1930年代，由臺北帝國大學及臺北高商教授自資興建住家之一，戰後為獸醫系教授劉榮標寓所。
    - 潮州街9號：1920年代，日治時期教育廳長等級住宅，2017年12月18日被升格為市定古蹟。
    - 戴運軌寓所：臺北市中正區潮州街，戴運軌為當年帝國大學改制為臺灣大學推手，臺大首任教務長並曾代理校長，2017年12月18日被升格為市定古蹟。
    - 戴炎輝寓所：1920年代，臺北市中正區南昌路2段1巷2號，法學教授戴炎輝住宅，2017年12月18日被升格為市定古蹟。
    - 溫州街22巷4號：1930年建，原為帝大文教部部長世良壽男住宅，後曾為外文系教授俞大綵、國防部長俞大維、臺灣省農林廳長許文富等人居住，於2017年11月13日文資審議被指定為市定古蹟。2018年2月5日公告北市文化文資字第10730192500號。

  - 芳蘭大厝：1806年建，臺北市基隆路3段155巷174號，福建泉州安溪移民建造，其後代又續建玉芳居與義芳居，本案位於臺大預定校地，臺大預備徵收拆除但屋主爭取列為古蹟。
  - 義芳居古厝：1876年建，臺北市基隆路3段155巷128號，位於臺大預定校地，臺大預備徵收拆除但屋主爭取列為古蹟。
  - 舊高等農林學校作業室（磯永吉紀念室）：1924-1925年建，臺北市基隆路4段42巷臺大農場內，臺北高等農林學校實習農場最早期之建物，「臺灣蓬萊米之父」磯永吉博士培育蓬萊米原始基地，2004年發現磯永吉先生所遺留的手稿和大批農業相關文獻，現藏於臺大總圖書館。
  - 臺大昆蟲館 ：1936年建，位於蟾蜍山下，地址為羅斯福路4段113巷27號。昆蟲館為磚造2層樓房，建坪約1,000平方公尺，擁有獨特的歷史。標本蒐藏源自18世紀初期，除了典藏日治時代以及戰後的標本外，1980年開始，在國科會的鼓勵下，昆蟲學系師生積極展開臺灣昆蟲相調查，使得昆蟲標本數量激增，2017年7月19日被指定為市定古蹟。2017年10月6日公告北市府文化文資字第10630519700號。
  - 傅園：1951年12月20日，隨傅斯年校長安葬後啟用，內建有一座神殿式建築物斯年堂。原臺北帝大理農學部附屬植物園（範圍約為今之傅園、一號館後方、女一舍、女五舍、研究生宿舍及國立編譯館、地質系一帶），及傅斯年校長墓園（埋有傅校長骨灰），種植熱帶植物。
  - 一號館：1929年完工，原臺北帝大理農學部「生物學教室」，總區校門口右側第一幢建築物，外牆的十三溝面磚為主要的建築元素。因修繕工程不當，2023年3月文化部「列暫定古蹟」暫緩施工，9月25日文資身份完成審議通過指定[89]。

- 歷史建築
  - 臺大農業陳列館（1963年，臺北市大安區羅斯福路4段1號），原為臺北帝大行政大樓預定地，1963年，建築師張肇康設計，牆上的洞洞替代傳統屋頂上的琉璃瓦，橘色代表麥穗，綠色代表稻葉，入口處採階梯設計。
  - 國立臺灣大學機械工程館：1943年，大安區羅斯福路4段1號工綜館大門入口前，臺北帝大工學部建築，原預計與志鴻館拆除後，作為工綜館二期西翼建築預定地，後規劃為工學博物館。
  - 國立臺灣大學日式宿舍群
    - 和平東路1段183巷7弄6號：1930年代，由臺北帝國大學及臺北高商學人教授自資興建供為住家使用之建築，戰後為臺大醫學院院長楊思標住所。
    - 新生南路1段97巷5號：具有近代建築特色，為一完整保存日式小型住宅。
    - 丁觀海、丁肇中寓所：1928年，臺北市大安區泰順街33巷4號，為臺大名教授丁觀海寓所及其子諾貝爾物理獎得主丁肇中先生兒時住宅。
    - 大安區青田街7巷8號、9巷4、6、8號宿舍：1930年代日式宿舍群，由臺北帝國大學及臺北高商教授自資興建住家。
    - 方東美寓所：1929年，臺北市牯嶺街60巷4號，原日治古亭町日人職工宿舍。
    - 銅山街4號：1920-1940年代，目前為陳前校長維昭居住。
    - 大安區瑞安街264巷16、18號：1937年，由營造商千歲町建築信用購買利用組合興建，日治時期分別為下津浦廾、塩谷巖三自宅，戰後16號、18號分別配住予森林系教授黃希周、化學系教授張苕旭。

- 具歷史意義建築（非文資法古蹟建築）
  - 2號館：1931年5月完工，原臺北帝大理農學部「理化學教室」，校門口右側第二幢建築物，物理系館。在新體育館旁的凝態中心暨物理系館落成後，現多稱舊物理館，為垂葉榕道（操場往椰林大道方向）之端景建築物。內有物理文物廳。
  - 3號館：1931年5月完工，原臺北帝大理農學部「化學校舍」，2號館後面，現農化系所在地，多稱農化舊館。2號館與3號館原先為「工」字形排列，1980年加蓋東側，1988年加蓋西側，現已成「日」字形。
  - 4號館：1930年9月完工，原臺北帝大理農學部「農學教室」，現園藝系所在地。
  - 5號館：1935年4月完工，原臺北帝大理農學部「農業工學及數學教室」，4號館後面，現生工系所在地。
  - 樂學館：1928年10月完工，原臺北帝大文政學部「研究室」，位於舊總圖（現校史館）後方，現為音樂學研究所使用。
  - 植物標本館：1929年12月完工，原臺北帝大理農學部「腊葉館」，位於1號館東南方，1號館與女生宿舍（群）之間。
  - 魚類標本館：1931年3月完工，原臺北帝大理農學部「冷藏室」，位於1號館正後方。
  - 臺大性平會：1939年11月完工，原臺北帝大理農學部「硝子工作室」，位於農化新館西南方。
  - 原帝大化學物品倉庫：1929年3月完工，位於臺大性平會對面的紅磚倉庫。
  - 農化系實驗室：1923年完工，原為高等農林學校、臺北帝大農林專門部「化學教室」，現為農化系實驗室。
  - 臺大大氣系舊館：1934年4月完工，位於臺大農場西側，原臺北帝大理農學部「氣象學教室」，戰後並仿製新館一棟。
  - 臺大地質系舊館：1937年7月完工，原臺北帝大理農學部「畜產學教室」，現仍為臺大地質系教室。
  - 臺大植物系舊實驗室：1936年12月完工，臺北帝大農林專門部「林學實驗室」，現為學生職業生涯發展中心。
  - 地質標本館：1937年7月完工，原臺北帝大理農學部「畜產學教室附屬家畜衛生試驗室」。
  - 生命科學院植物標本館溫室：1931年11月完工，原臺北帝大理農學部「生物學教室附屬硝子室」。
  - 臺大園藝系溫室：1932年3月完工，原臺北帝大理農學部「農學教室附屬硝子室」。
  - 臺大農場農產品展示中心：1932年3月完工，原臺北帝大理農學部「肥料實驗室」。
  - 臺大水工試驗所：1934年12月完工，原臺北帝大理農學部「水利實驗室」。
  - 椰林小舖：1929年3月完工，日式木造守衛室，原臺北帝大側門守衛室，後為臺大駐警隊備勤室，現為販賣校園商品的椰林小舖。
  - 臺大農業試驗場辦公室：建於1935年2月25日，原臺北帝大理農學部第一農場「作物整理室及更衣室」。
  - 臺大農業試驗場工友室：建於1926年12月27日，原臺北帝大理農學部第一農場「本家（事務所）」
  - 校總區農化系發酵實驗工廠：1931年完工，原臺北帝大理農學部「農產製造工場」，已停用，部分空間作為總務處辦公室使用。
  - 徐州路校區日式木造守衛室：建於1925年，至今仍為校警使用。
  - 臺大藥學系舊館：建於1937年，原臺北帝大醫學部「藥理學教室」，1953年藥學系成立時，臺大醫學院院長杜聰明將其做為藥理學辦公室。位於臺大醫學院國際會議中心前方，面臨徐州路，因位於國際會議廳工地上，向北方平行位移但將原建築物180度轉向，使建築物入口由原北側轉向南側，與臺大醫學院國際會議廳入口相對。
- 已拆除建築
  - 6號館：原臺北帝大附屬農林專門部「農學教室」，已拆除，現址為生農學院農業綜合館。
  - 7號館：原臺北帝大附屬農林專門部「林學教室」，已拆除，現址為共同教室。
  - 南方研究所：原為椰林大道終點建築物（約為今4號館及土大土木系館前），做為日本南進政策學術研究中心，戰後機構解散，建築物拆除。
  - 臺北帝國大學銃器倉庫：建於1931年，為帝大時期之槍械室，外牆為白色的磚造平房，原位於排球場旁，近年為興建博雅教學館而拆除。
  - 玉芳居：1879年建，為義芳居所屬陳氏家族所興建之宅邸，與芳蘭大厝、義芳居合稱為「芳蘭三塊厝」，1985年遭臺大校方徵收夷平。
  - 公館林宅：臺大管理學院址，因校園規劃疏漏造成此清乾隆年間閩南式民宅於1994年遭到夷平，由於當時臺大城鄉所師生結合社運團體，抗議國民黨半夜拆除仁愛路中央黨部事件（原日治臺灣赤十字支部，現張榮發基金會），臺大校本部反而發生拆除歷史民宅（但當時並未有古蹟身份），造成社會輿論質疑臺大標準不一。

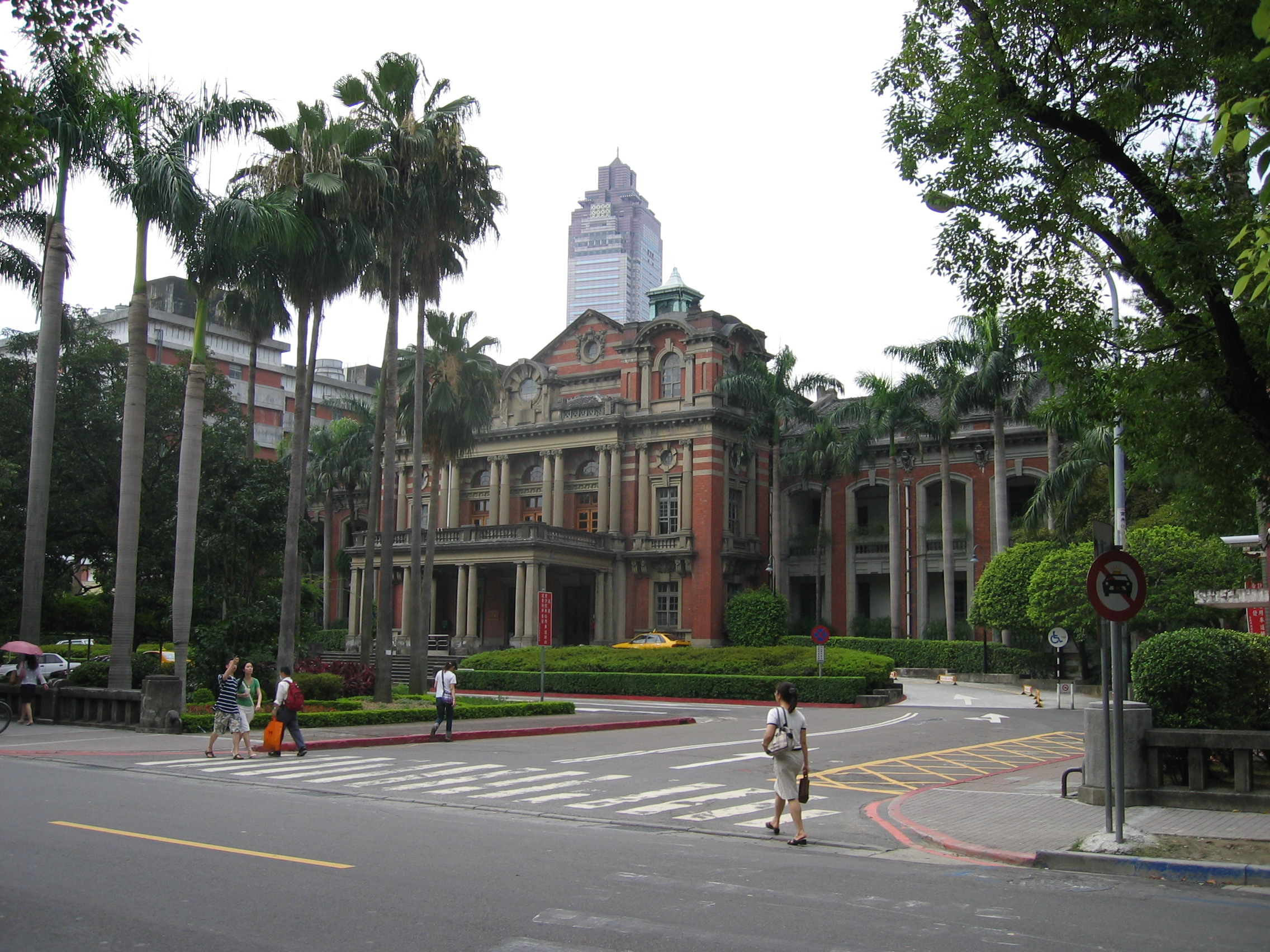
國立臺灣大學醫學院附設醫院
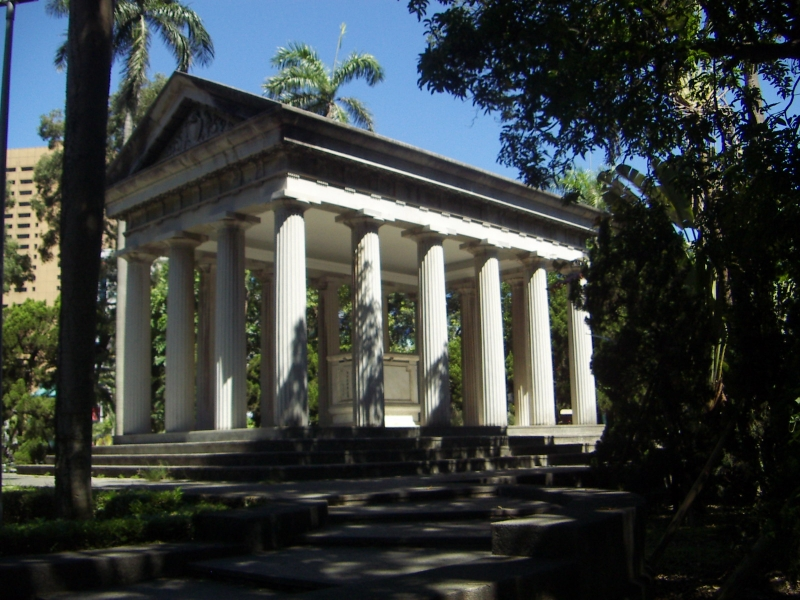
國立臺灣大學傅園
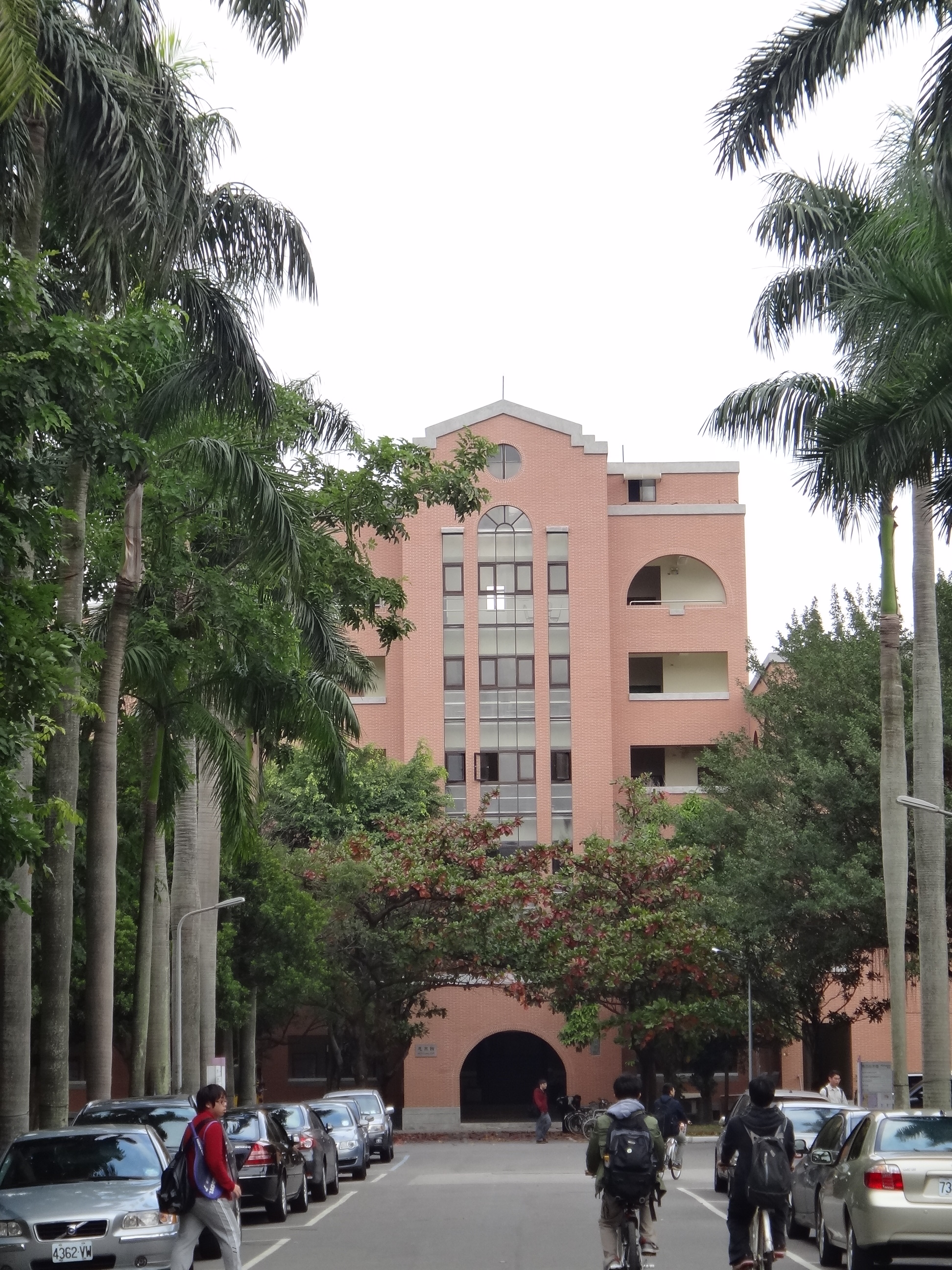
國立臺灣大學思亮館

### 臺北市政府列管老樹
| - 編號10615-00051／泡桐（南投梧桐）：學生輔導中心中庭 - 編號10615-00050／白千層：醉月湖靠籃球場小徑旁 - 編號10615-00049／白千層： 傅園內入口右側墓塚旁 - 編號10615-00047~00048／琉球松：共同教室庭園木棧道旁靠南側 - 編號10615-00046／琉球松：共同教室庭園木棧道旁靠北側 - 編號10615-00045／白千層：標本館前右側第2棵 - 編號10615-00044／白千層：傅園衣冠塚右側靠南邊 - 編號10615-00041~00043／白千層：學生輔導中心入口附近、左側第1、2棵 - 編號10615-00038~00040／白千層：學生事務處後面靠東側第1~3棵 - 編號10615-00035~00037／白千層：學生事務處面對大門右側 - 編號10615-00033~00034／白千層：學生事務所東側轉角處、第2棵 - 編號10615-00032／榕：標本館靠近事務組工具間旁邊 - 編號10615-00031／白千層：標本館對面靠近農化系館 | - 編號10615-00030／白千層： 標本館前第3棵 - 編號10615-00029／樟：標本館附近 - 編號10615-00028／烏來杜鵑：森林系館前 - 編號10615-00026~00027／闊葉榕：傅園內 - 編號10615-00025／圓果榕：傅園內 - 編號10615-00022~00024／大葉雀榕：傅園內 - 編號10615-00021／白千層：校本部學生事務所對面附近 - 編號10615-00020／白千層：羅斯福路校門入口內左側機踏車停車場北側 - 編號10615-00014~00019／臺東蘇鐵：羅斯福路校門口右方解說牌附近 - 編號10615-00013／白千層：羅斯福路校門入口椰林大道左側 - 編號10615-00011~00012／白千層：羅斯福路校門入口左側機踏車停車場 - 編號10615-00010／銀杏：臺大地質館前，由日人栽植，台灣少有的溫帶植物 - 編號10616-00001／白千層：學生事務處轉角 |

## 校園生活

### 學生宿舍
臺大共設有八棟男生宿舍、九棟女生宿舍、兩棟研究生專用宿舍，以及與太子建設以BOT模式興建的太子學舍臺大長興舍區、太子學舍臺大水源舍區。宿舍分布於校總區、水源校區、城中校區三地。

### 校園活動
校慶
臺大官方將中華民國接收改制的日期11月15日做為臺大的校慶紀念日，但建校時間依然以1928年臺北帝大的建立視為臺大的起始。歷年校慶慶祝大會會頒發各年度名譽博士學位、表揚傑出校友及優秀青年當選人。
1949年11月21日傅斯年校長曾在《國立臺灣大學校刊》上發表對校慶問題的個人看法，「拿這個日子（1945年11月15日）作校慶，對嗎？……拿接收的日子作為校慶，心中不無慚愧！……這個大學在物質上雖然是二十多年了，在精神上卻只有四年，自然應該拿今天作我們的校慶。」自此校慶日就被確立下來為1945年11月15日，並作為官方看法至少延續到1985年，但關於校慶日期及時間的認定在1985年仍有頗多爭議。
從1988年解嚴開始，臺大已然以1928年帝大創校作為慶祝的對象，於1988年11月臺大出版了《榮耀與分享 : 臺大創校六十週年特刊》、1990年《歡聚與期勉 : 臺大創校六十大慶活動紀實》兩書，雖然1995年又出版了《臺大五十年》讓人有些錯亂。也許政治敏感性的確影響計算校齡的方式。在2007年，帝大校史獲得臺大校方追認，臺大的起點從1945年（民國三十四年）前推至1928年（昭和三年，民國十七年），舉辦80週年校慶。
杜鵑花節
杜鵑花是校園內廣泛種植的花卉，也是公認的校花。種植杜鵑的起源是在1958年至1959年間，由於當時陽明山上進行工程，園藝學系杜賡甡教授接手原植於陽明山上大量的杜鵑花移植至校園內。從1997年開始，校方利用每年3月杜鵑花盛開之際舉行杜鵑花節。活動中除了學系博覽會之外也有社團聯展、校內博物館的參觀以及各項表演活動。
藝術季
臺大藝術季自1995年開始舉辦，選於每年的5月期間，持續將近一個月。藝術季的內容包括了電影節、靜態展覽、裝置藝術等活動項目。

### 社團及自治組織
學生社團資料參見國立台灣大學課外活動組。臺灣大學全校性學生自治組織為國立臺灣大學學生會，學生會分為行政部門、立法部門（學生代表大會）、司法部門（學生法院）。同時另設有國立臺灣大學研究生協會。

### 運動校隊
臺灣大學總共有二十項體育活動有校隊，包括田徑、游泳、籃球、排球、足球、棒球、橄欖球、羽球、壘球、桌球、網球、軟網、 手球、柔道、跆拳道、劍道、射箭、擊劍、國術、高爾夫二十項運動，男、女校隊共37隊，由學校體育老師擔任教練指導。
104年全大運成績：台大勇奪19面金牌、21面銀牌及20面銅牌，合計共60面獎牌。在參賽163所大專校院中排名第5名，更是前五名之中唯一沒有體育運動系所的學校。
107年全大運成績：台大榮獲13金26銀19銅佳績，在所有參賽學校排名第6，非體育校院第1名。。
108年全大運成績：台大榮獲29金23銀32銅佳績，在所有參賽學校排名第5，非體育校院第1名(贏過有體育科系的輔仁大學)。。
112年全大運成績：台大榮獲32金21銀34銅佳績，在所有參賽學校排名第6，非體育校院第1名。。

## 相關事件

### 臺大醫院罷診事件
1946年2月9日，羅代理校長因公（向國民政府述職）離臺，陳建功教務長代理校長，醫學院附屬醫院醫師爭取聘書，3月19日到校長室陳情，與留守的周主任秘書發生衝突，於是提出〈要求書〉：「編制內員額補足」、「編制外無給職者發出委任狀」。
3月22日早上起，臺大醫院停止門診，3月27日提出「限大學於28日發出委任狀」、「大學當局應改正其官僚態度」2項新訴求。
4月9日，羅代理校長回到臺北，4月10日下午會見醫師代表，接受發委任狀和大學民主化的訴求。

### 反對續招轉學生事件
反對續招轉學生事件為臺大學生反對校方招收轉學生的抗爭。1948年10月上旬，由學生自治聯合會組織「反對續招插班生委員會」，反對不經考試即能入學臺大。由於國共內戰國民黨失利，統治區域日漸縮小。大批其他大學轉學生前來臺灣。許多臺大學生擔心特務會趁機進入臺大，向校方施壓。由於莊長恭校長處於政府與反對學生之間，導致辭職離臺。但學生自治會幹部趕在飛機起飛前將莊校長攔下來。10月29日臺大舉辦新招插班生入學考試。臺大學生自治會聯合會動員學生前往考場，向應試者說明考試只是形式，錄取人早已內定。大部分考生聽了說明而離開考場。最後在臺大校方以教授評卷轉學考試，向反對學生妥協。

### 設立陳文成事件紀念廣場

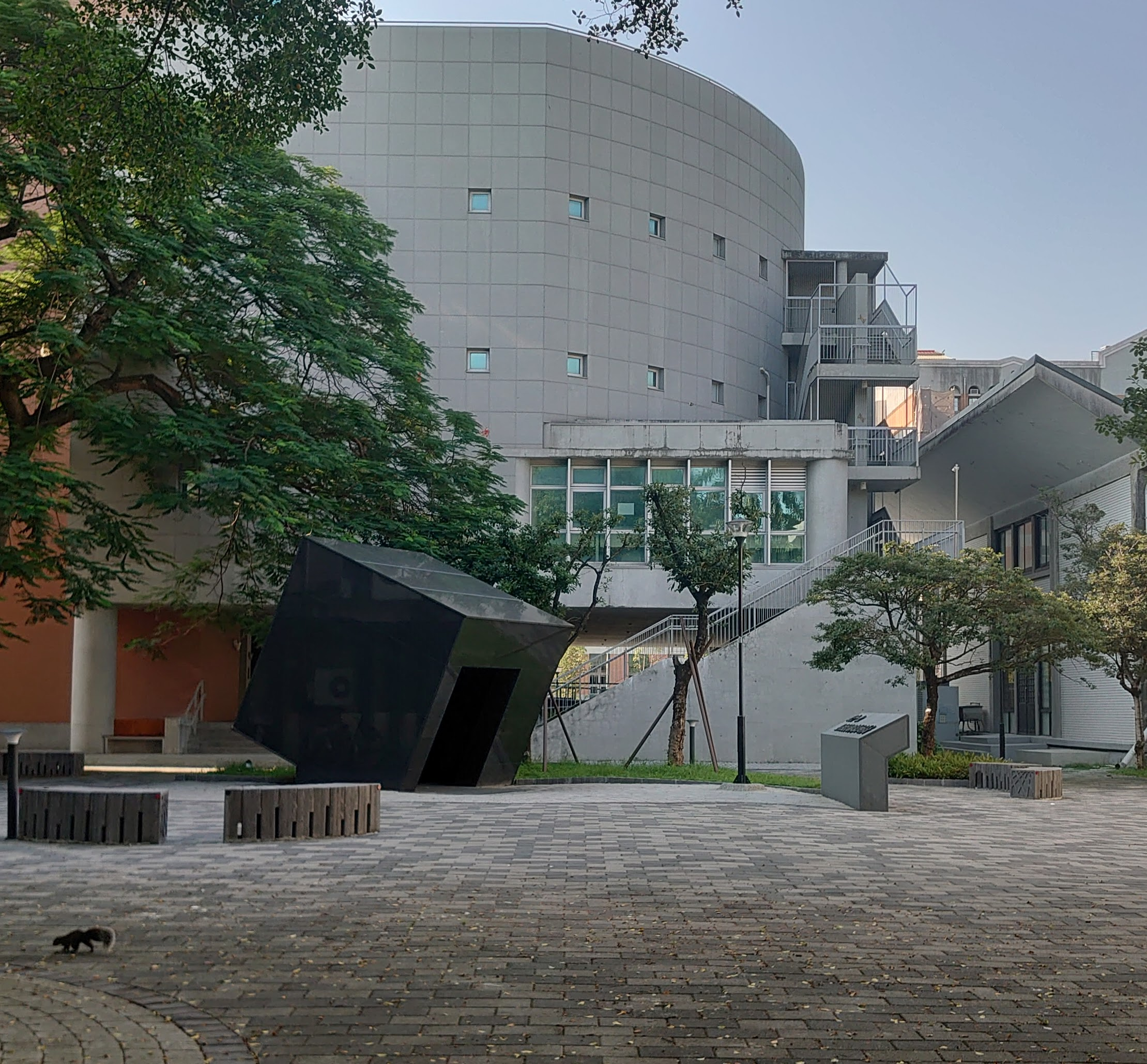
設置於其陳屍處原址的陳文成事件紀念廣場

陳文成事件是發生於臺灣白色恐怖時期，臺大陳文成教授的死亡案件。1981年7月2日，陳文成被臺灣警備總司令部約談，7月3日清晨被發現陳屍於臺灣大學研究生圖書館旁（今圖書資訊學系系館）。陳文成具有美國籍，且在美國大學任教，故引起美國政府的重視。2012年開始，陳文成的友人要求在他身亡之處，為他樹立小型紀念碑，而臺大校方當時便將此付諸討論，並於2年後設立相關紀念物件。
2014年6月14日，臺大學生會在校務會議提案將命案事發地點命名為「陳文成紀念廣場」，獲得與會師生支持，最後決議「原則同意」。陳文成博士紀念基金會則聲明表示肯定，也強調「歷史不能遺忘，以免重蹈覆轍」。時任臺大校長楊泮池也表示，在正式命名完成前，支持學生舉辦紀念活動，「想稱什麼就稱什麼。」並且，他願意出席校內舉辦紀念陳文成的活動；至於校內開放空間的命名，應有原則性規範，會請校規小組邀請學生代表加入，討論命名相關辦法及事項。最終於2015年3月校務會議定名為「陳文成事件紀念廣場」。並舉行設計構思競圖及設立臨時立牌。
2021年2月2日，「陳文成事件紀念廣場」啟用。廣場上的紀念碑文「紀念一位堅決抵抗國家暴力的勇者」在啟用不久後即因校內爭議拆除。同年6月19日經台大校務會議討論表決，以74票同意票對上64票不同意票，正式通過「陳文成事件紀念廣場上『三一矮牆』設置說明性文字『紀念一位堅決抵抗國家暴力的勇者』」案。在校務會議支持碑文設立的台大經濟系王道一教授表示：「很強烈的文字確實不應該存在，但這些強烈的文字是來自本來就不應該存在的陳文成墜樓事件」。

### 臺大0218超級軍刀機保存事件
臺大0218超級軍刀機保存事件是臺灣大學的校景保存事件，學生自發行動，與學校交涉軍刀機在校園的保存安排。2011年以前，臺大公館校區靠近辛亥路的草坪有一臺編號0218的F-100超級軍刀機。

### 臺大工會成立
2010年，由於不滿臺大校方無預警減薪、遲發薪資、剝削勞動權益，主要由擁有兼任助理身份的臺大研究生發起組織工會。於2013年4月1日經臺北市政府核准成立，為臺灣第一個以大學專任研究助理、約用人員、校內工讀生為主要發起人，依《工會法》以大專院校為事業單位而成立的企業工會。

### 論文門事件
2022年8月9日，民主進步黨前新竹市長林智堅在該校國家發展研究所碩士在職專班的論文涉及抄襲，引發爭議。台灣大學發出聲明表示此事已對校譽造成損害，決議申請撤銷其碩士論文，並要求今後研究生須完成學術論文原創比對才可離校，影響臺大日後的學術規範。

### 馬遠先人遺骨案
民國49年（1960年）間，臺灣大學醫學院體質人類學研究團隊於馬遠部落Lilieq公墓，未經同意挖掘數十具布農族先人遺骨帶回研究，2017年馬遠村子孫族人輾轉得知便成立自救會，要求臺大歸還先人遺骨，並設立「花蓮縣萬榮鄉馬遠村布農族骨骸遭不公義取掘事件」基金會，隨後經監察院副院長孫大川申請自動調查。經清查盤點，因當初資料記載不確實產生落差，馬遠自救會已同意臺大折衷歸還馬遠布農族先人遺骨計43具，惟至2023年尚未歸還，自救會於11月15日前往行政院陳情。

### 宿舍輔導員性騷擾住宿生
2023年6月，一名已婚女性宿舍輔導員被指控利用權勢及職務之便，多次性騷擾住宿的女性博士生，其行為包括持備份鑰匙進入房間，偷拍學生睡覺，甚至半夜到學生房門口要求見面，學生不堪其擾轉向警方申請《跟蹤騷擾防制法》告誡書。舍監多次向校方及性平會表示，她是試圖營造關心學生之情，因此被校內性平會判定性騷擾不成立。新聞報導後，身為性平會主任委員的校長陳文章違反相關隱私保密規定，透露學生身分，致電請學生的指導教授要多「關心」學生，不要把事情鬧大。
監察院調查後認為，臺大於2022年9月知悉該事件，並進行校安通報，但該舍監仍在同年10月騷擾學生。臺大未能及時處理、承擔保護學生的責任，使學生遭到安全威脅，有明顯缺失。另外，臺大未建立宿舍輔導員應有之行為準則，並給予相關之訓練，亦有疏失。於2024年7月通過調查報告，糾正臺大。
2024年5月，檢方調查後認為，該名女舍監在2022年9月後的行為違反《跟蹤騷擾防治法》和強制罪，依法提起公訴。
2025年1月，台大表示，性平會調查結果為性騷擾不成立。對此，被害人提出行政訴訟，3月，台大召開學生申訴評議委員會，而被害人指控她遭到兩名壯碩校方人員全程緊盯，感到相當不舒服。教育部要求台大重啟調查，台大拒絕，理由是該校只有「宿舍輔導員」，而沒有「舍監」的職位。
2025年4月，教育部長鄭英耀在立法院接受立委范雲質詢時表示，行政單位在處理相關投訴的過程中，確實有洩漏個人資訊的情形，教育部將追究相關責任。

## 對外交流
台灣大學和全球許多大學均有合作，截至2019年3月，共與64個國家的619所高等教育機構有姊妹校關係。

### 國立臺灣大學系統
由國立臺灣大學、國立臺灣科技大學、國立臺灣師範大學等三所比鄰同處臺北市大安區公館地區的公立大學，於2014年6月10日倡議共組的大學系統，於2015年1月正式簽約，2016年3月改為現今名稱。

### 臺灣歐盟中心
2009年6月，歐洲聯盟選定中臺大在內的7所臺灣高等教育學府聯合組成「臺灣歐洲聯盟中心」，第一期4年補助110萬歐元，規劃用於各校開設歐盟研究課程、歐盟相關研討會、獎學金等。中心要職分屬4所核心成員大學，主席為臺大校長楊泮池，主任為臺大政治學系歐盟莫內講座教授蘇宏達。

### 社區關係
臺大植栽覆蓋率高，自然生態豐富，許多民眾或社團常到臺大賞鳥，步道協會亦在臺大校區設計步道。臺大周邊非政府組織密度頗高，也有豐富的文史資源，芳蘭三塊厝、寶藏巖、臺鐵新店線（1965年停駛）及鐵路宿舍、自來水博物館、紫藤廬、溫州街、青田街日式宿舍。其中溫州、青田街日式宿舍為臺大的教職員宿舍。
2000年起，臺大校方將大門廣場的圍牆降低，再將新生南路側圍牆上鐵欄杆撤除，留下大約1公尺高的鋼筋混泥土圍牆，舉辦大型活動時亦會邀請社區民眾參觀和參與。臺大亦設有訪客中心，首任幹事為許家豪先生，建立訪客中心志工系統、開設首屆英文導覽培訓課程。第二任幹事為楊松翰先生，第三任幹事為洪若綾小姐，第四任幹事為張淇惠小姐。